# Hausrind
Das Hausrind oder schlicht Rind (Bos taurus, lateinisch früher schlicht Bos) ist die domestizierte Form des eurasischen Auerochsen. Es wurde zunächst wegen seines Fleisches, später auch wegen seiner Milch und Leistung als Zugtier domestiziert. Seitdem hat der Mensch eine Anzahl unterschiedlicher Rinderrassen gezüchtet, in die teilweise auch Wildrinder (etwa der Amerikanische Bison beim Beefalo) eingekreuzt wurden. Rinder sind Spitzengänger und Paarhufer.
Die Zebus (Bos indicus) stammen von der indischen Form des Auerochsen ab. In Abgrenzung von Rassen zebuinen Ursprungs bezeichnet man die in Europa üblichen Hausrinder als taurine Rinder. Der Vorfahr der Zebus wird von manchen Autoren auch als eigene Art (Bos namadicus) geführt, was aufgrund der Ähnlichkeit mit den restlichen Auerochsentypen und der uneingeschränkten Kreuzbarkeit des Zebus mit taurinen Hausrindern nicht vollständig geteilt wird.
Vor allem in Asien sind weitere Tiere domestiziert worden, die von anderen Arten abstammen, so das Balirind (Bos javanicus f. domestica) aus dem Banteng (Bos javanicus), der Gayal (Bos gaurus f. frontalis) aus dem Gaur (Bos gaurus) und der Hausyak (Bos mutus f. grunniens) aus dem Wildyak (Bos mutus).
Im Gegensatz zu den bisher genannten Arten, die der Gattung Bos (Eigentliche Rinder) angehören, zählt der Wasserbüffel (Bubalus arnee) zur Gattung Bubalus (Asiatische Büffel). Aus ihm wurde der Hausbüffel gezüchtet.

## Ursprung

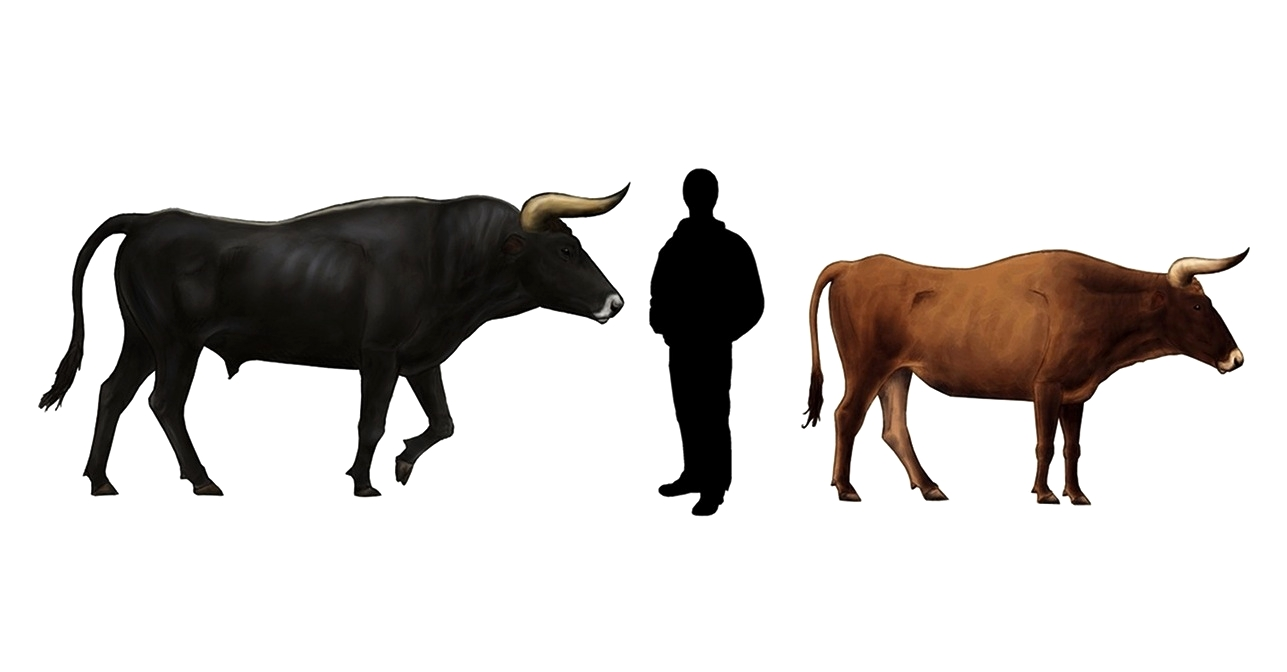
Lebendrekonstruktion des europäischen Auerochsen: Stier (links), Kuh (rechts)

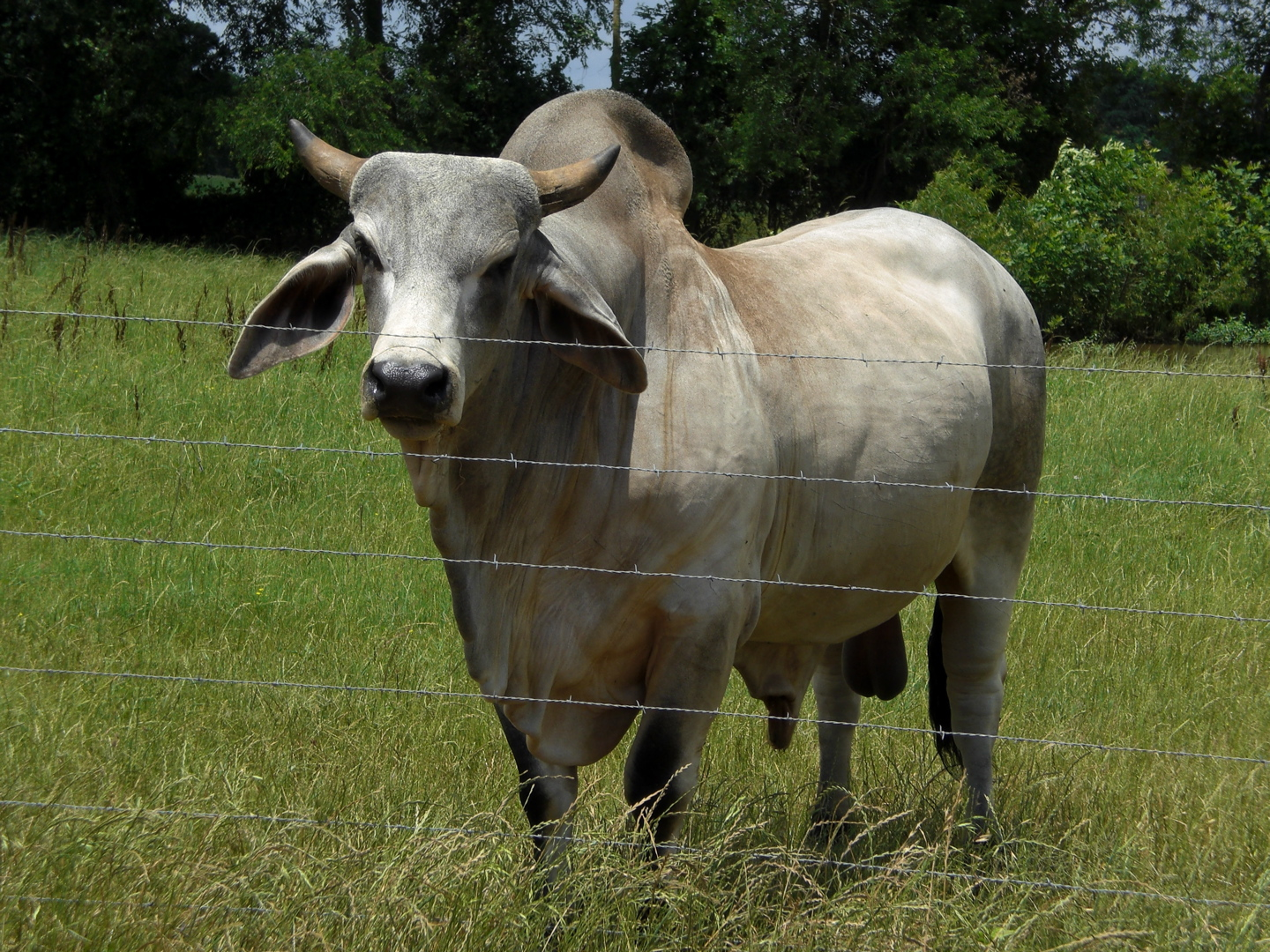
Zebubulle. Das Zebu (Buckelrind) gilt als Nachfahre des indischen Auerochsen Bos namadicus

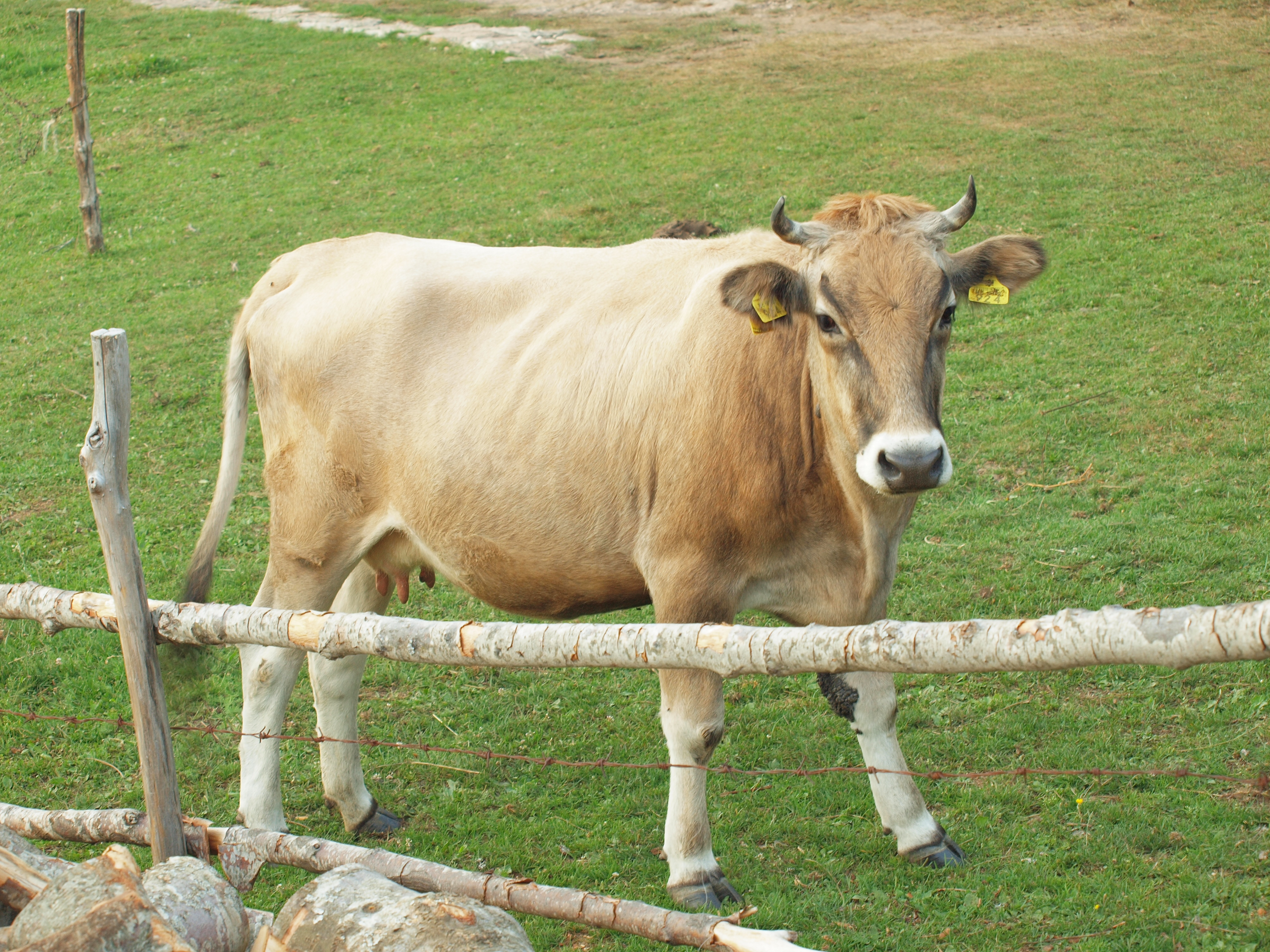
Buša-Rind

Heute geht man davon aus, dass die taurinen Hausrinder, die in Europa und Nordamerika üblicherweise gehalten werden, ursprünglich aus Anatolien und dem Nahen Osten stammen, wo der Auerochse, Bos primigenius, ebenfalls vorkam. DNA-Untersuchungen ergaben, dass sich bereits die Ahnen der taurinen Rinder und der Zebus genetisch unterschieden und somit unabhängig voneinander domestiziert wurden.
Die Domestizierung zum taurinen Hausrind fand bereits vor rund 10.000 Jahren statt. Als Bestätigung gilt, dass um diese Zeit Ackerbauern zusammen mit Rindern und weiteren Nutztieren, die sich damals äußerlich noch nicht von den Wildtieren unterschieden, auf das bis dahin rinderlose Zypern gelangten. Die Zebus wurden aus der indischen Form des Wildrindes (Bos namadicus) gezüchtet; teilweise wird diese Wildform auch als Unterart des Auerochsen aufgefasst.
2012 stellte eine internationale Forschergruppe rund um Wissenschaftler der Universität Mainz fest, dass die heutigen taurinen Rinder letztendlich von 80 weiblichen Tieren aus dem „Fruchtbaren Halbmond“ abstammen. Introgression männlicher und mitunter sogar einzelner weiblicher Auerochsen in den Genpool europäischer Hausrinder wird in einigen Studien nicht ausgeschlossen bzw. sogar suggeriert.
Mit der Domestizierung wurde die Anatomie der Auerochsen deutlich verändert. Nicht nur wurde stets nach den umgänglichsten Exemplaren selektiert, sondern auch nach den ertragreichsten. Dies führte dazu, dass der Rumpf der Rinder länger und massiger wurde, die Beine kürzer und das Euter größer und oft haarlos. Der einst geschwungene Rücken mit der kräftigen Nacken- und Schulterpartie des Wildrindes wurde gerade und niedrig. Auch haben viele Rinder ein pädomorphes „Kälbchengesicht“, d. h. eine verkürzte Schnauze und Stirn. Viele Züchtungen haben kleinere und manche keine Hörner. Auch traten beim Hausrind neue Farbschläge auf, etwa durch das Fehlen von Pigmenten, oder die für Haustiere typische gescheckte Zeichnung. Typisch für viele Hausrinderrassen ist auch eine starke Reduktion des Geschlechtsdimorphismus bezüglich Größe und Fellfarbe.
Der Grad der züchterischen Modifikation des Hausrindes hängt von der Form der Landwirtschaft und dem Verwendungszweck ab. Einige Rinder in Südeuropa, vor allem Iberien, sind aufgrund der stellenweise noch sehr extensiven Haltung in ihrer Anatomie teilweise sehr ursprünglich. Sie sind robust genug, das ganze Jahr über frei auf der Weide zu leben und bekommen kaum Zufütterung. Sie haben kleine Euter und eine hochbeinige Statur. Oft ist auch noch eine ursprüngliche Hornform vorhanden. Genetisch älteste Rinderart Europas sind die Buša der Balkanhalbinsel. Sie besitzen eine Haplogruppe, die ansonsten nur bei neolithischen Rindern gefunden wurde. Keine andere Hausrinderart hatte bisher ein genetisches Merkmal zu diesen neolithischen Stammformen der heutigen domestizierten Hausrinder erbracht. Ein weiteres Merkmal der in historischer Zeit nicht mehr selektierten Buša-Rinder ist ihre hohe genetische Vielfalt – sie ist höher als in irgendeiner anderen europäischen Rinderrasse. Dieses Merkmal ist für den Erhalt der funktionellen und genetischen Vielfalt der Rinderrassen weltweit von Bedeutung.
Kräftige Zugrassen wie Sayaguesa, Pajuna oder Maronesa haben zusätzlich noch die geschwungene Rückenlinie. Das Spanische Kampfrind wurde, da es primär für Kampflust gezüchtet wurde, ebenfalls wenig modifiziert und weist noch deutliche Ähnlichkeit mit dem Auerochsen auf.
Da einige Rinderrassen ihrer Stammform näher sind als andere, gibt es seit langem die Idee, ein dem Auerochsen entsprechendes Rind rückzuzüchten. Das Heckrind war das erste Resultat dieser als Abbildzüchtung bekannten Zuchtmethode, doch wird dessen Authentizität oft für unzureichend befunden. Weitere Projekte sind das Taurusrind, das TaurOs Project und das Auerrindprojekt.

## Bezeichnungen

### Jungtiere

#### Kalb und Jungrind
Noch nicht zuchtreife (juvenile) Jungtiere werden bis zum siebenten Monat als Kalb bezeichnet und vom achten bis zum zwölften Monat dann als Jungrind. Erste Brunstanzeichen treten im Alter zwischen sechs und zwölf Monaten auf und zeigen die Geschlechtsreife an. Da die Jungrinder in diesem Alter körperlich noch nicht für eine Belegung gebaut sind, werden sie erst in einem Alter von 15 bis 20 Monaten zugelassen. Dann haben sie etwa ein Gewicht von 350 bis 400 Kilogramm Lebendmasse.

#### Fresser
Im Alter von etwa vier bis zwölf Monaten heißt das Jungtier auch Fresser (je nach Geschlecht Bullen- oder Färsefresser, bei der Abstammung von zwei verschiedenen Rassen Kreuzungsfresser), sofern es der Milchviehhaltung entstammt. Das Mutterrind eines Fressers ist demzufolge eine Milchkuh. Wie die Bezeichnung Fresser vermuten lässt, ist das Tier von diesem Alter an nicht mehr auf die Milch der Mutter oder sogenannte Milchaustauscher angewiesen. Es ernährt sich ausschließlich von Raufutter und Kraftfutter. Je intensiver die Haltung, desto früher erfolgt die Entwöhnung von der Mutter und der Milch:
- Milchviehhaltung: zwei bis drei Monate
- Mutterkuhhaltung: vier bis sechs Monate

Dementsprechend wird das Tier früher oder später als Fresser bezeichnet.

#### Absetzer
Demgegenüber entstammen Absetzer – ebenfalls Kälber oder Jungrinder – dem Produktionsverfahren der Fleischrinderhaltung. Sie werden bis zum Zeitpunkt des Absetzens (im Alter von sechs bis elf Monaten) im Regelfall bei dem Mutterrind aufgezogen und anschließend als Absetzer vermarktet oder aber bis zur Verwendung in der Zucht weiterversorgt oder bis zur Schlachtung gemästet.

#### Rind (mundartlich)
In den deutschen Mundarten bezeichnet man mit dem Wort „Rind“ verbreitet allein das Jungrind, also die Altersgruppe zwischen Entwöhnung („Kalb“) und erster Trächtigkeit („Kuh“). Die standardsprachliche Bedeutung im Sinne der Gattung gehört in diesen Gebieten oft nur der historischen Sprache an, stattdessen wird in der Mundart beispielsweise der Typus Rindvieh gebraucht.

### Weibliche Rinder (adult)

#### Färse

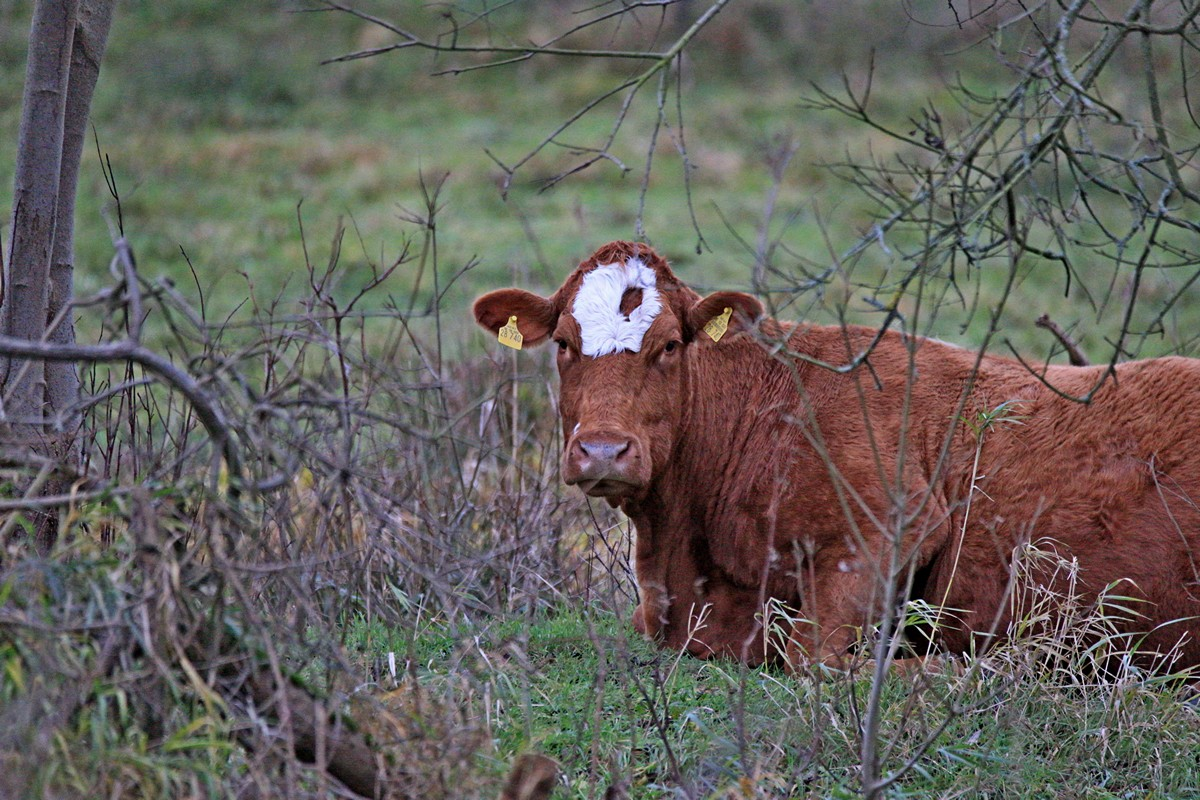
Mastkuh in Mecklenburg

Ein zuchtreifes (adultes) weibliches Rind wird mit circa 18 Monaten besamt (seltener bedeckt, gedeckt) und hat somit ein Erstkalbealter von etwa 27 Monaten. Bis dahin wird es als Färse oder im Süddeutschen/Österreichischen als Kalbin oder Kalbe (vgl. „Kalb“) bezeichnet. In der Schweizer Schriftsprache und in Baden-Württemberg bezeichnet man es auch oft einfach nur mit Rind.
Weitere regionale Bezeichnungen sind zum Beispiel Quie/Quiene, Starke/Sterke und Queen/Queene/Beijst/Beijste in Norddeutschland sowie schweizerdeutsch Galtlig, Guschti/Gusti und Manse/Mänsche/Meis u. ä. Im Allgäuerischen bezeichnet man weibliche Jungtiere als Schump(e).

#### Kuh

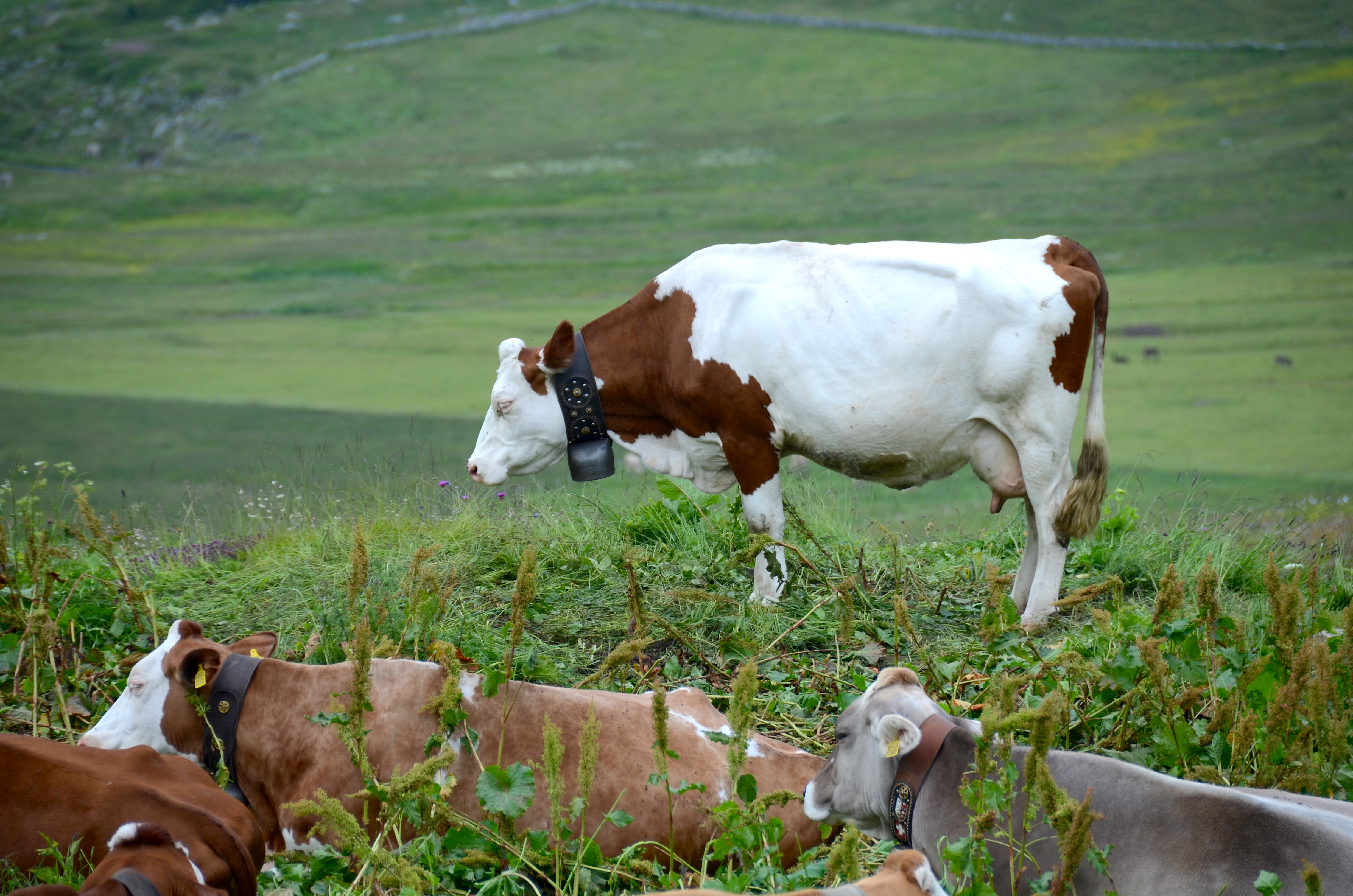
Sömmerung von Milchkühen am Simplonpass im Wallis

Erst nach dem ersten Kalben wird das weibliche Hausrind als Kuh bezeichnet (ein sehr altes Wort: althochdeutsch kuo, indogermanisch *guou-). Zwischen Beginn der ersten bis zum Beginn der zweiten Laktation wird sie auch Jungkuh genannt. Dient die Kuh zur Milch- oder Fleischgewinnung, wird sie auch als Milchkuh bezeichnet. Eine Kuh, die ausschließlich ihr Kalb aufzieht, nennt man Mutterkuh. Eine Kuh, die (auch) fremde Kälber mit aufzieht, nennt man Ammenkuh. In alemannisch- und romanischsprachigen Alpendialekten wird die Kuh auch als Lobe bezeichnet.

#### Schnitzkalbin
Ein sterilisiertes weibliches Rind (jedweden Alters) nennt man Schnitzkalbin. Hierzu gehören auch weibliche Tiere aus Zwillingsgeburten, bei denen eines der Zwillingskälber ein Bulle ist (Zwicke, Freemartin). Der sich entwickelnde Hormonhaushalt des Bullenkalbes verhindert über Verbindungen der Blutgefäße (Anastomosen) beider Mutterkuchen (Plazentae) bei seiner Zwillingsschwester die vollständige Ausbildung der Eierstöcke, so dass weibliche Kälber aus zweigeschlechtlichen Zwillingsgeburten zu 95 % unfruchtbar sind.

### Männliche Rinder (adult)

#### Bulle/Stier

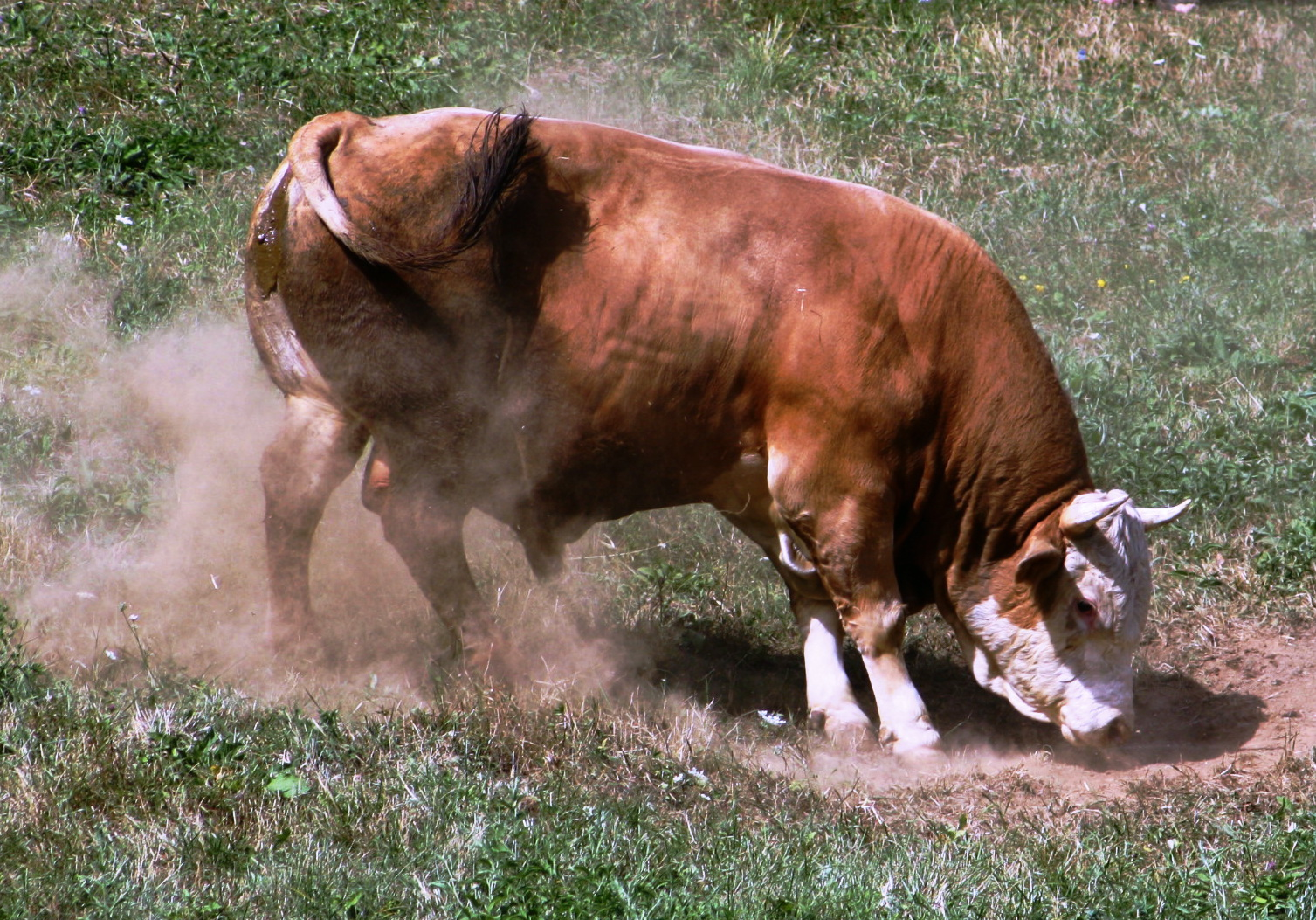
Bulle

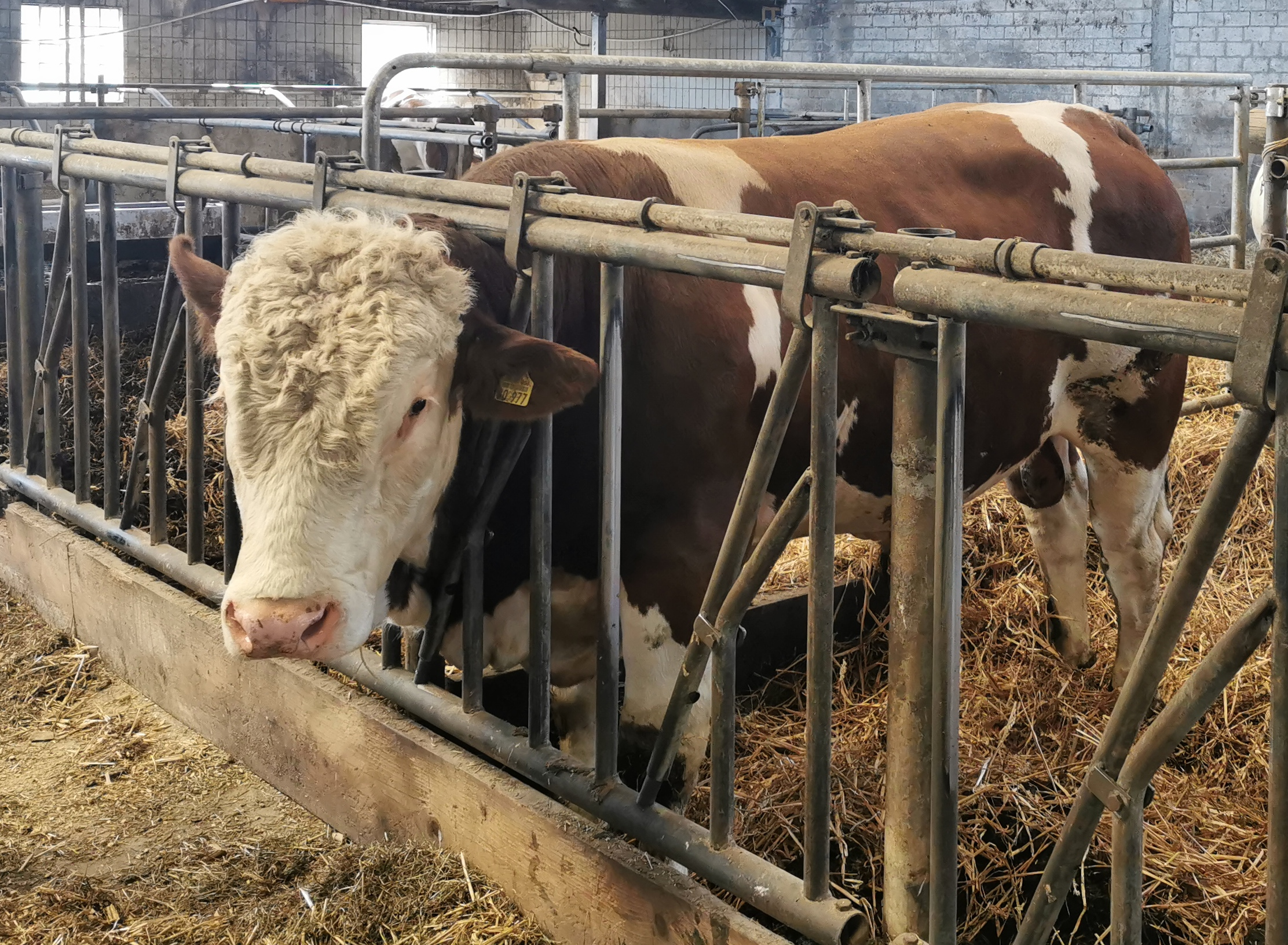
Zuchtbulle

Das geschlechtsreife männliche Hausrind heißt Stier, in Deutschland auch Bulle, und wird auch als Samenochse, Samenrind, Farre (von mittelhochdeutsch phar/var), Farren, Fasel oder Faselochse (älter auch: Fasselochse) bezeichnet, im Südbadischen, Allgäuerischen und teilweise Schweizerdeutschen als Hage, Hägel, Häge, Hägi, Haigel, ebenfalls im Schweizerdeutschen als Muni und im Schwäbischen als (der) Hummel, was das Schimpfwort hummeldumm erklärt („dumm wie ein Stier“).
Man unterscheidet zwischen Mastbullen und Zuchtbullen.
Ein geschlechtsreifes, aber noch junges männliches Rind bis zu einem Höchstalter von 24 Monaten wird gemäß EU-Verordnung als Jungbulle oder Jungstier bezeichnet. Der dreijährige Stier findet sich als Terz genannt.

#### Ochse
Ein kastriertes männliches Rind jeglichen Alters heißt Ochse (ursprünglich auch männliches Rind, etwa Zuchtstier). Ein durch Verlagerung der Hoden an die Bauchdecke sterilisierter Bulle wird Muchse genannt.

### Weitere Bezeichnungen
Jungvieh
Entgegen der eingangs beschriebenen Definition für Kälber und Jungrinder ist der Begriff Jungvieh weiter gefasst und umfasst neben den Genannten (juvenile) auch die Jungbullen und die Färsen (beide adulte).
Galtvieh
(von althochdeutsch galt „verhext“, da unfruchtbares Vieh als verhext galt), genannt auch Gelt und Gustvieh (siehe oben „Galtlig“):
- weibliche Rinder bis zur ersten Abkalbung (also weibliche Kälber, weibliche Jungrinder sowie Färsen),
- Bullen und Ochsen unter zwei Jahren,
- Schnitzkalbinnen sowie
- keine Milch gebende Mutterkühe, wie dies insbesondere zwischen zwei Laktationsperioden geschieht (Trockensteher).

Melkvieh
ist (weibliches) Vieh, das gemolken wird.
Goldvieh
Tragende Mutterkühe bezeichnet man regional als Goldvieh.

## Hausrinder und Menschen

### Nutzung

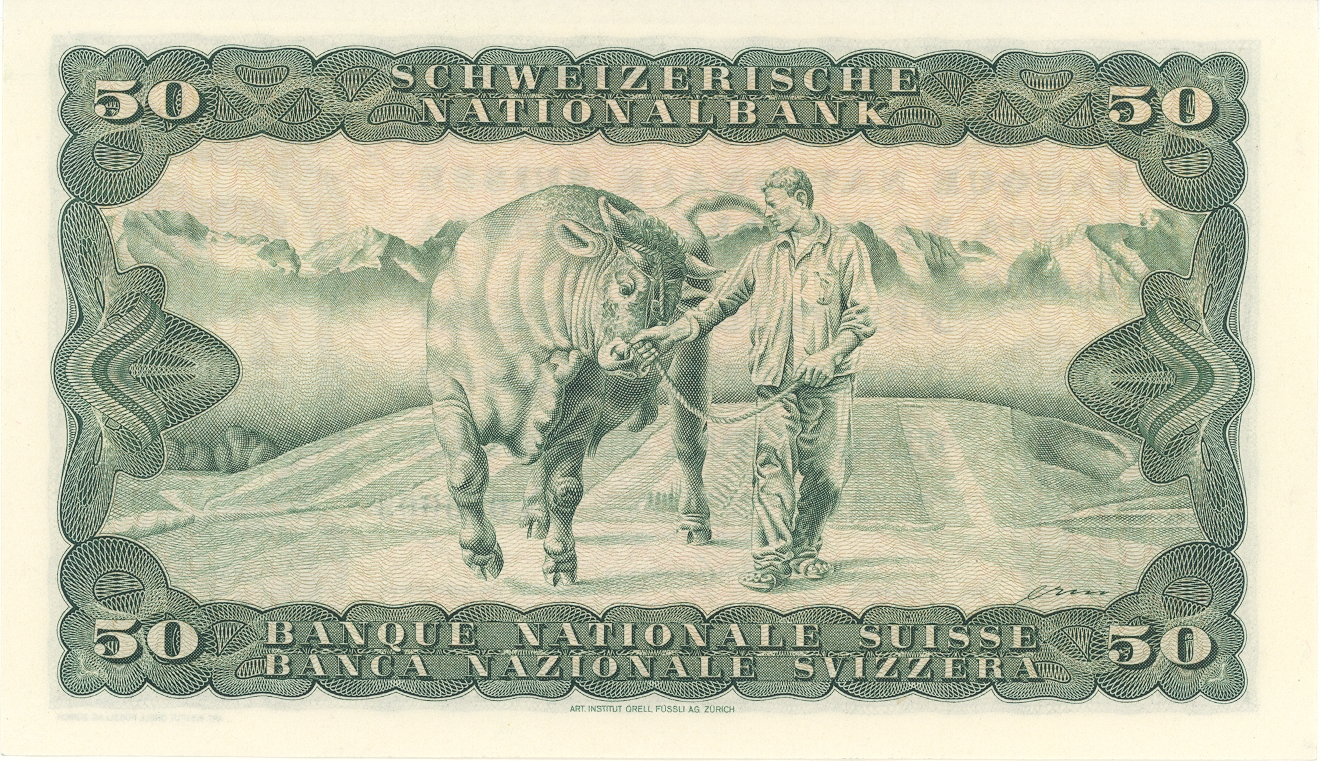
Stier auf einer Schweizer-Franken-Banknote (1938)

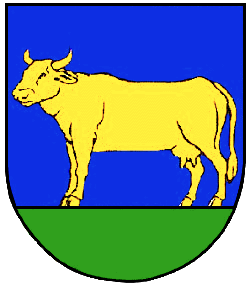
Redendes Wappen von Rinderfeld

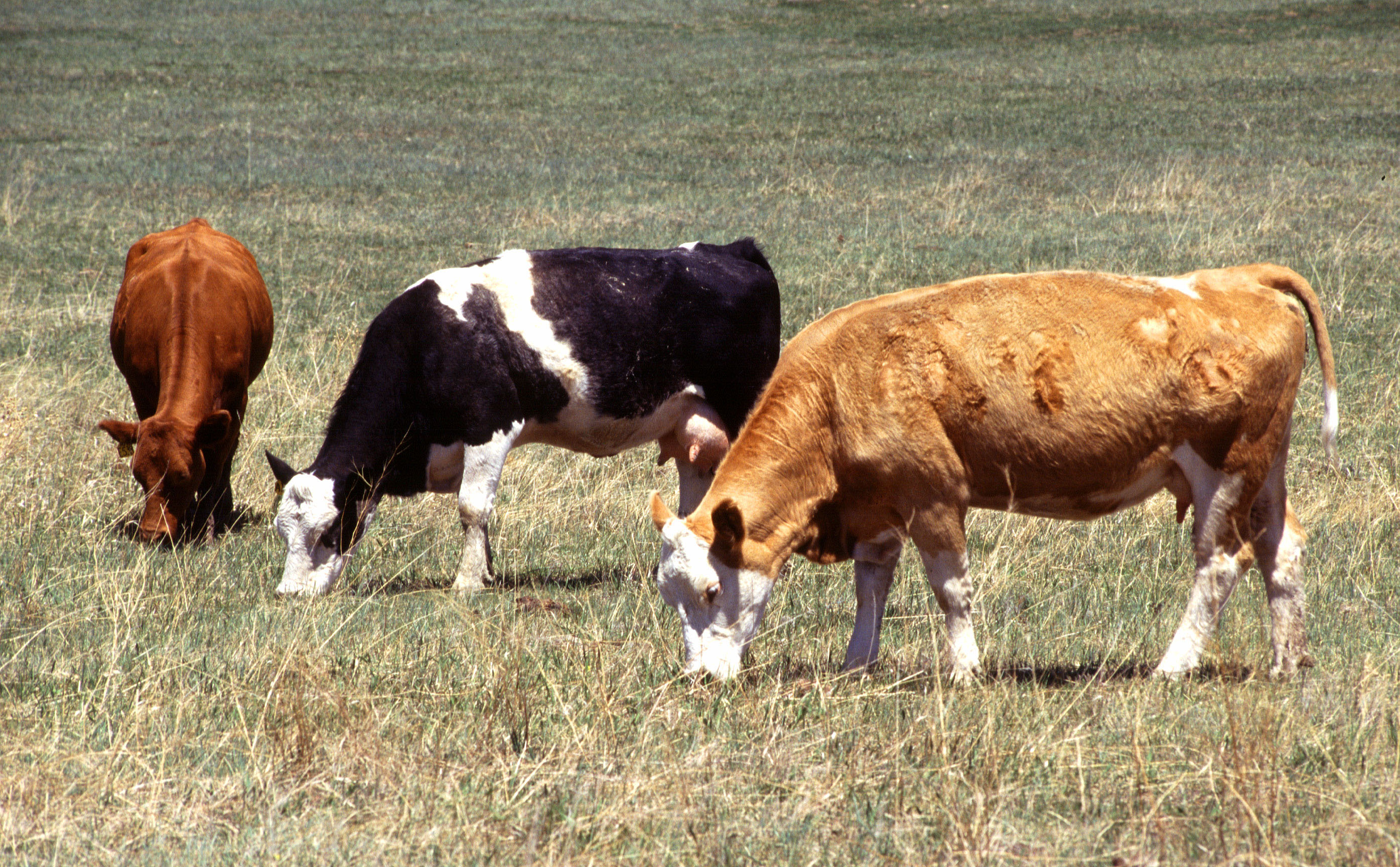
Enthornte Rinder

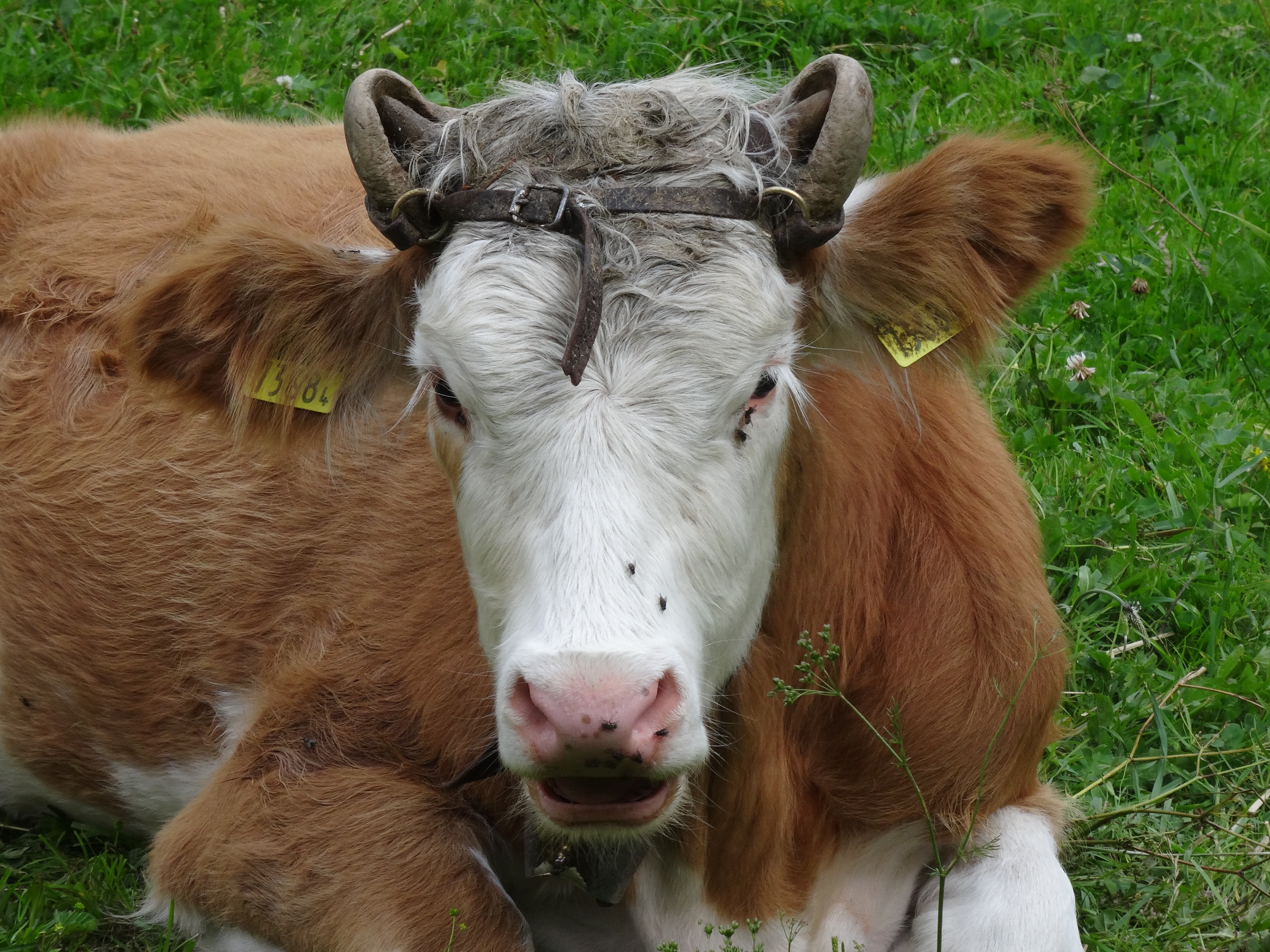
Junges Rind mit einer Hornführung

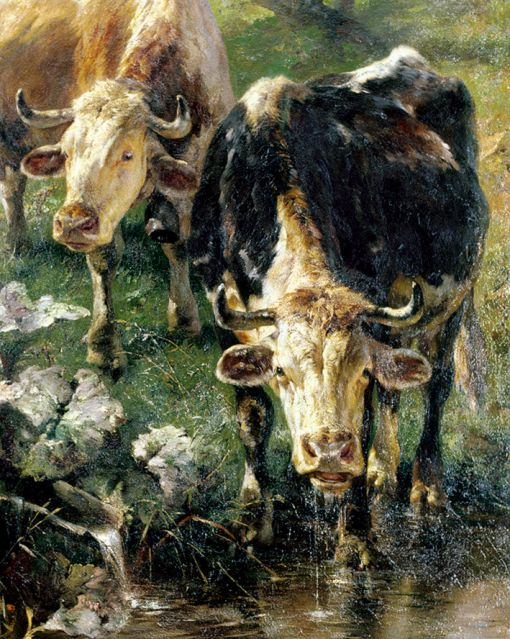
Kühe, Gemälde von Anton Braith aus dem Braith-Mali-Museum in Biberach/Riß

Hausrinder sind in mehrerer Hinsicht für Menschen nützlich, wobei einige Rassen im Hinblick auf eine oder mehrere bestimmte Nutzungsarten besonders gezüchtet wurden. Man unterscheidet dabei die Zweinutzungsrassen von den milch- und fleischbetonten Rassen. Neben Milch, Fleisch, Leder oder Fellen liefern Rinder Gülle oder Jauche und Mist, die in der Landwirtschaft als natürliche Düngemittel oder auch als Brenn- und Baumaterial eine wichtige Rolle spielen, außerdem erfüllen besonders Ochsen in vielen Teilen der Welt noch heute als Zugtiere für Karren oder zum Pflügen eine wichtige Funktion. Des Weiteren sind Robustrassen wie das Schottische Hochlandrind, Ungarisches Steppenrind, Heckrind, Galloway-Rind oder südeuropäische Primitivrassen wie Sayaguesa ein wichtiger Faktor in der Landschaftspflege und im Naturschutz (Almwirtschaft).
Bei den Rindern selbst lassen sich die Nutzungsrichtungen Milchproduktion und Fleischproduktion unterscheiden. Es gibt Rassen, die überwiegend auf eine der beiden Nutzungsrichtungen hin gezüchtet wurden, aber auch solche, bei denen beide Nutzungsrichtungen züchterisch bearbeitet werden (= Doppelnutzung, DN). Die Unterschiede zwischen beiden Richtungen sind genetisch bedingt. Die Spezialisierung auf einzelne Leistungsmerkmale setzte im 18. Jahrhundert ein, als Züchter wie Robert Bakewell lokale Rassen, die vorwiegend in der Subsistenzwirtschaft eine Rolle spielten, durch eine selektive Auswahl von qualitativ hervorstechenden Elterntieren gezielt auf einzelne Leistungsmerkmale verbesserten.
Kühe sind nicht ungefährlich. 2019 wurden in Deutschland 7.000 Verletzungen und neun Todesfälle durch Kühe verzeichnet.

#### Milchvieh
Rassen mit hoher Milchleistung zeigen typischerweise hohe Spiegel endogen synthetisierter Wachstumshormone (Somatotropin, BST). Typische Milchrind-Rassen sind beispielsweise Holstein-Friesian (= Rot- und Schwarzbunte, HF), Braunvieh (= Brown Swiss, BS) oder Fleckvieh (= Simmentaler, FV) als Doppelnutzungsrind.
Siehe auch: Milchviehhaltung

#### Fleischvieh
Fleischrinder haben eine günstigere Struktur des Fleisches (Faserigkeit, Marmorierung). Früher wurden männliche Tiere zur Verbesserung des Fleisches kastriert und somit zu Ochsen gemacht. In Deutschland ist dies heutzutage nur noch in extensiven Haltungsformen üblich. Es werden sowohl männliche als auch weibliche Tiere geschlachtet. Verbreitete Fleischrassen sind beispielsweise Hereford, Charolais und Limousin, daneben andere, mehr regional verbreitete Rassen wie Angus und Galloway. Bei der Nutzungsrichtung Fleischproduktion wird zwischen Rassen unterschieden, die ein schnelles Wachstum aufweisen, aber nicht zwangsläufig großrahmig sind (zum Beispiel Limousin) und solchen Rassen, die auf ein hohes Endgewicht kommen (beispielsweise Charolais).

### Kultobjekt
In vielen weidewirtschaftlich oder nomadisch geprägten Kulturen gelten Hausrinder als Statussymbol und Gradmesser des Vermögens. Dort kommt eine Schlachtung deswegen in der Regel nicht infrage. Insbesondere in Indien werden Hausrinder bis heute religiös verehrt.

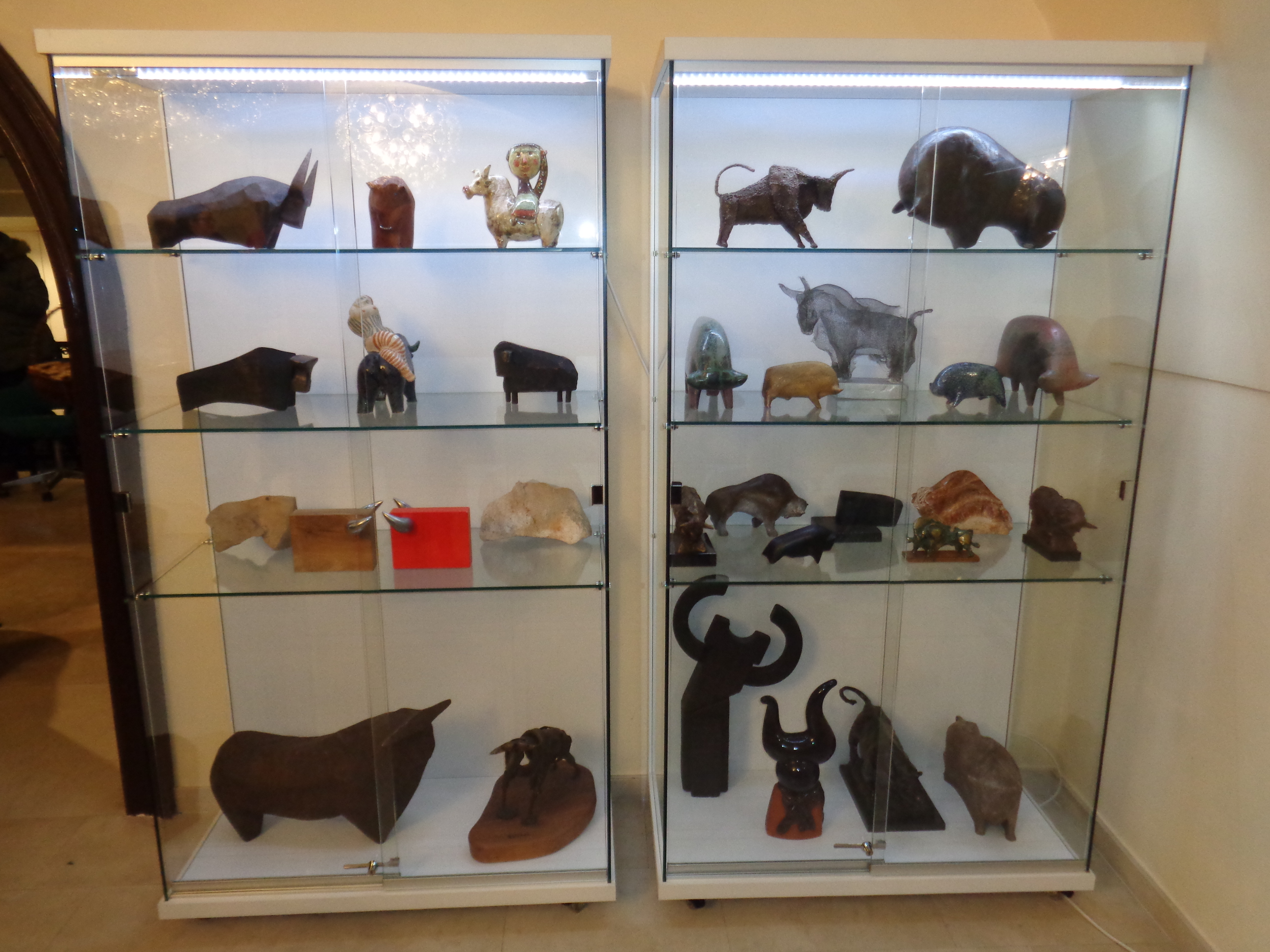
Skulpturen der Stiere

### Markenzeichen, Figur
Der Stier oder Bulle, engl. bull symbolisiert häufig Kraft, Stärke, Ausdauer, bekannt sind:
- Energydrink Red Bull
- PREFA, Dachschindel aus Alublech
- Skulptur Charging Bull im Börsenviertel New Yorks.

Die Kuh – auf der Weide oder Alm – ist häufig Markenzeichen für Milch und Milchprodukte, besonders bekannt ist die lila Kuh für Milka-Milchschokolade.
Früher häufigere Kraftmess-Unterhaltungsautomaten auf Jahrmärkten weisen typisch Stierhörner auf, die nach Münzeinwurf mit den Händen gepackt und zueinander gedrückt werden müssen.

### Antiserum-Lieferant
Vor Entwicklung humaner Antiseren galt für die ausschließlich verfügbaren tierischen Seren die Reihenfolge Pferd, Rind, Hammel. Dadurch sollte eine Sensibilisierung durch artfremde Proteine umgangen werden. Diese Empfehlung galt bis zum letzten Drittel des 20. Jahrhunderts.

### Kuhnamen
Je nach nationaler Gesetzgebung tragen Kühe eine Identifikationsnummer, wie in der EU in Form einer Ohrmarke. Eine namentliche Benennung ist damit nicht erforderlich. Dennoch tragen viele Kühe einen individuellen Namen. Dies geschieht vorwiegend als Merkhilfe, etwa um Verwandtschaftsverhältnisse durch gleiche Anfangsbuchstaben zu verdeutlichen.
In Deutschland erstellt hierzu das Landeskuratorium der Erzeugerringe für tierische Veredelung (LKV) die Grundprinzipien zur Kuhnamensvergabe und das „Verzeichnis der Kuh-Namen“ in Buchform. In der Herdbuchzucht haben die meisten Zuchttiere Namen, denen oft eine Buchstabenkombination als fälschlich sogenannter Betriebssuffix vorangestellt ist. Amerikanische Kuh- und Bullennamen enthalten oft die Namen der Eltern wie Jenny-Lou Mrshl Toystory-ET den seiner Mutter Jenny-Lou und seines Vaters Marshall. Osborndale Ivanhoe hatte den Hofnamen der Osborndale-Farm vorangestellt.

## Verbreitung

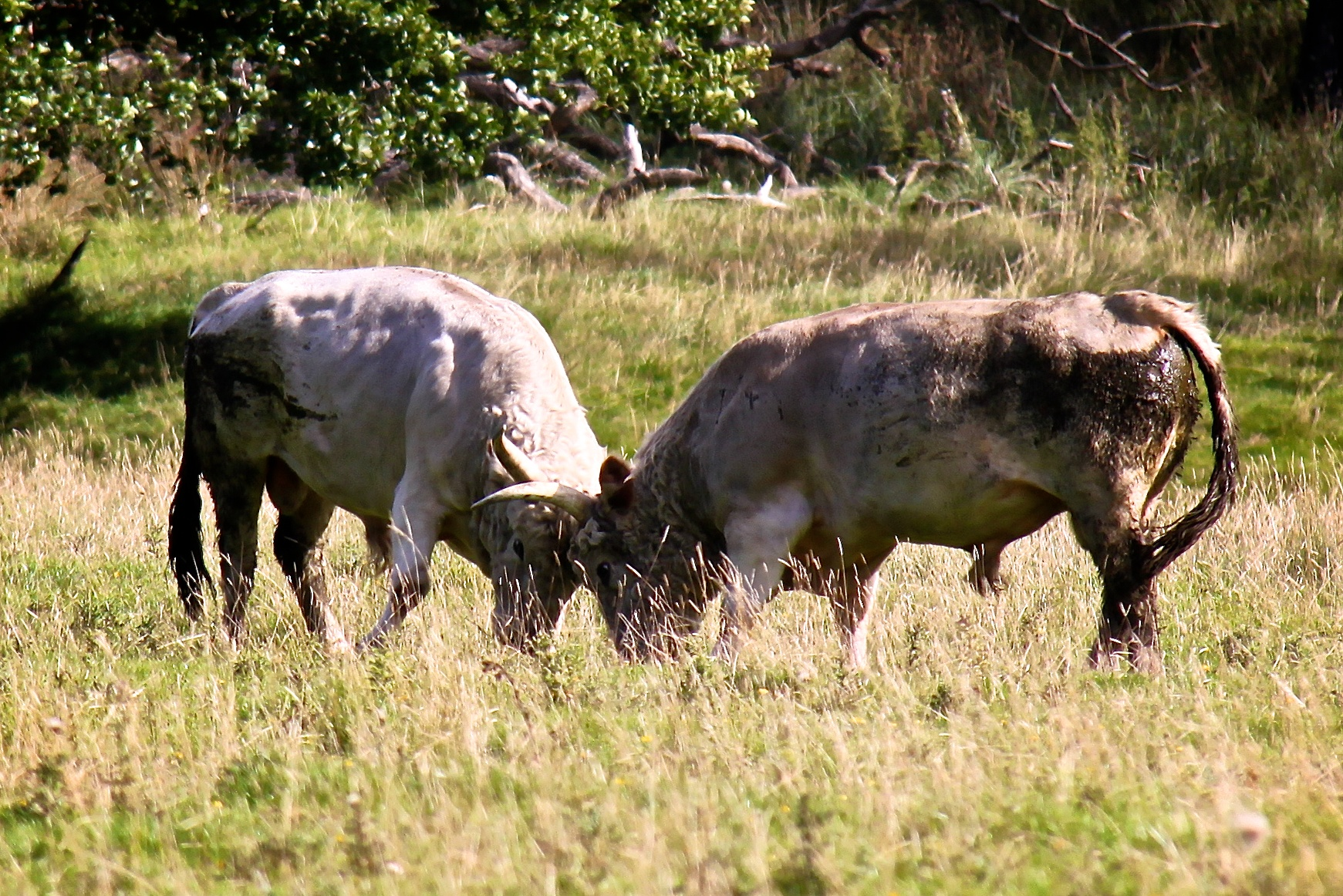
Chillingham-Rinder leben seit Jahrhunderten wild in England

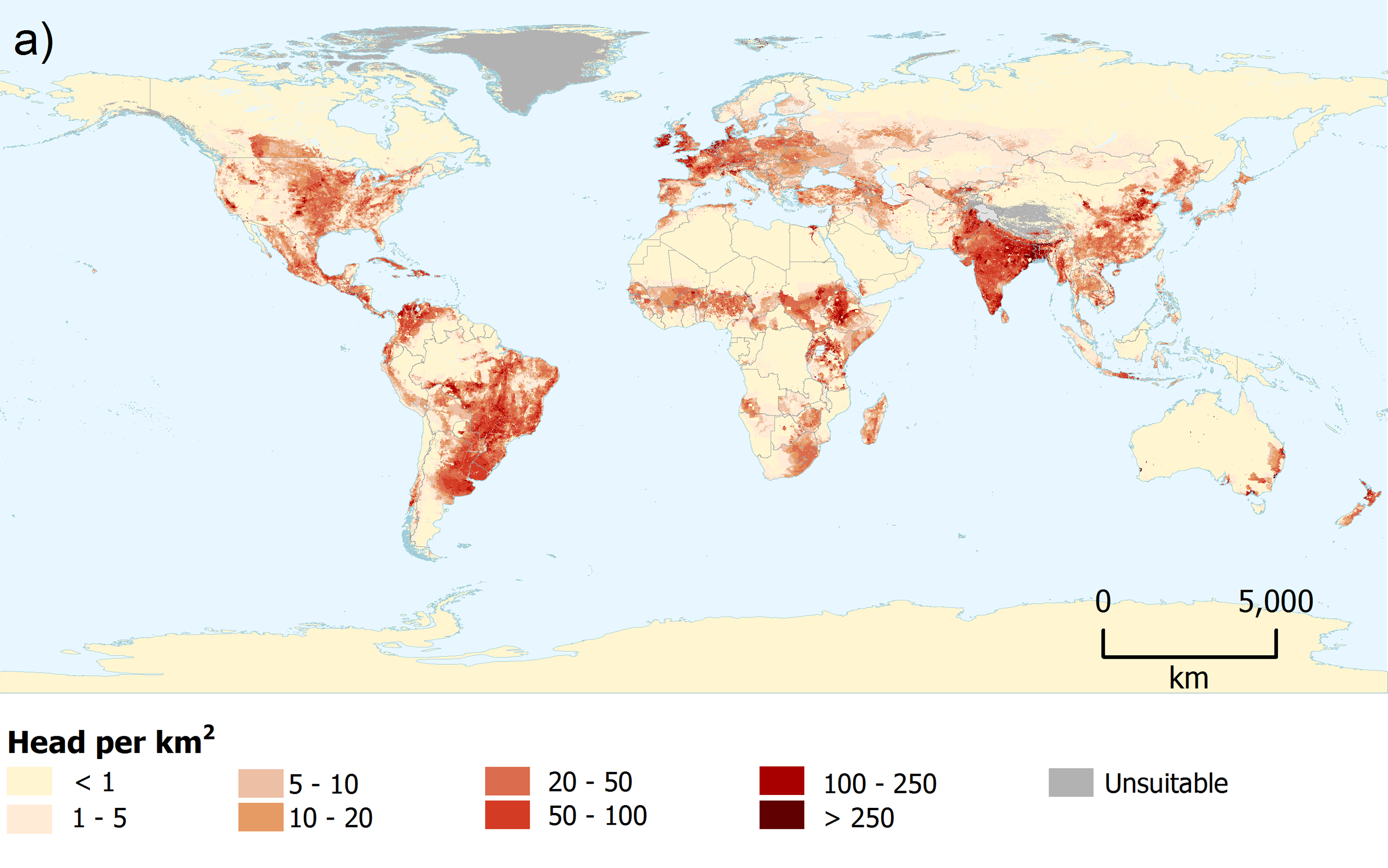
Weltweite Verteilung der Hausrinder (2021)

Das Hausrind ist weltweit verbreitet, wobei die Zebu-Rassen wesentlich besser an die Tropen angepasst sind als Rassen eurasischen Ursprungs. Im Mittelalter führten Europäer das Hausrind in Island und vorübergehend in Grönland ein. Seit dem Ende des 15. Jahrhunderts brachten Europäer das Hausrind dauerhaft nach Amerika, auf viele weitere Inseln und nach Australien und Neuseeland, wo sich bald große verwilderte Bestände entwickelten, die jedoch ab dem 18. Jahrhundert zusammenbrachen. Es gibt jedoch auch heute noch eine Reihe von wildlebenden Hausrinderpopulationen. Lange Tradition haben etwa die Chillingham-Rinder oder die Betizuaks (siehe wildlebende Hausrinder).
Insgesamt leben etwa 1,5 Milliarden Rinder auf der Erde (Stand 2020). In den letzten Jahren ist die Anzahl der Rinder weltweit insgesamt leicht gestiegen. Deren Gesamtgewicht ist fast doppelt so hoch wie das aller Menschen.
| Rang | Land                | Anzahl        |
| ---- | ------------------- | ------------- |
| 1    | Brasilien           | 224.602.112   |
| 2    | Indien              | 193.165.744   |
| 3    | Vereinigte Staaten  | 93.789.504    |
| 4    | Äthiopien           | 65.718.708    |
| 5    | Volksrepublik China | 60.361.344    |
| 6    | Argentinien         | 53.416.436    |
| 7    | Pakistan            | 51.495.000    |
| 8    | Mexiko              | 35.998.616    |
| 9    | Tschad              | 33.287.208    |
| 10   | Sudan               | 32.027.868    |
|      | Europäische Union   | 75.655.216    |
|      | Welt                | 1.529.296.000 |

## Merkmale

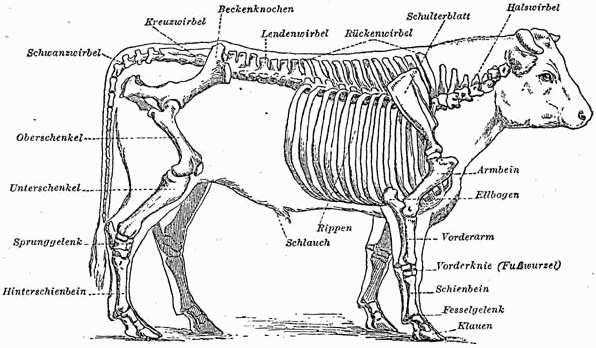
Skelett des Rindes

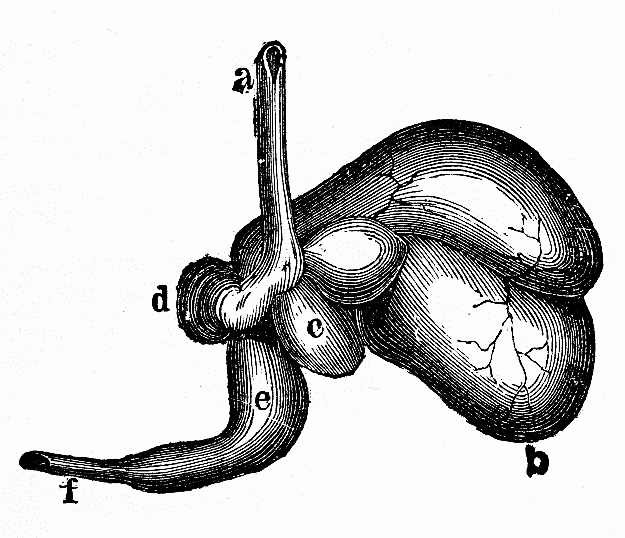
Magen eines Hausrindes:
b Pansen, c Netzmagen,
d Blättermagen, e Labmagen
(a Speiseröhre, f Darm)

Methanentstehung im Kuhmagen

Kühe wiegen etwa 500 bis 800 kg, Bullen 1000 bis 1200 kg. Die natürliche Lebenserwartung eines Rinds beträgt maximal 20 Jahre. Im Regelfall haben Rinder Hörner, hornlose Rinderrassen sind die Ausnahme. Bei einem Kalb kann das Hornwachstum durch einen heißen Metallstab, der auf die Hornansätze gepresst wird, verhindert werden. Dadurch können die Kosten für die Aufzucht weiter gesenkt werden. Infolgedessen liegt die Enthornungs-Quote in der Schweiz bei rund 90 Prozent.
Rinder sind, wie Pferde auch, Pflanzenfresser, nutzen aber als Wiederkäuer wie beispielsweise auch Schafe die Nahrung weit besser aus. Sie können das Gras aber nicht so kurz abfressen wie Pferde.
Das Gebiss des Rindes enthält beim erwachsenen Tier 32 Zähne. In jeder Hälfte des Unterkiefers befinden sich drei Schneidezähne und ein Eckzahn, der die gleiche Größe hat. Außerdem befinden sich auf jeder Seite sechs Backenzähne. Im Oberkiefer fehlen Eck- und Schneidezähne. Stattdessen ist dort eine Knorpelleiste vorhanden. Wie der Unterkiefer besitzt er auf jeder Seite ebenfalls sechs Backenzähne. Zwischen den Eckzähnen des Unterkiefers und der Knorpelleiste des Oberkiefers und den Backenzähnen ist jeweils eine große Lücke vorhanden. Kurzes Gras wird zwischen den Schneidezähnen und der Knorpelleiste eingeklemmt und mit einem Kopfruck abgerupft.
Die Nahrung durchläuft vier Mägen (Pansen, Netzmagen, Blättermagen, Labmagen). Der Rinderkot, landläufig als Kuhfladen bezeichnet, hat einen nennenswerten Brennwert. Getrocknete Kuhfladen werden deshalb in Entwicklungsländern als raucharmer Brennstoff benutzt und geschätzt.
Ein Rind macht beim Fressen und Wiederkäuen pro Tag 30.000 Kaubewegungen und produziert bis zu 150 Liter Speichel. So verwundert es nicht, dass es an heißen Tagen bis zu 180 Liter Wasser zu sich nimmt und dabei bis zu 25 Liter pro Minute schluckt. Hochleistungskühe produzieren unter günstigen Ernährungs- und Haltungsbedingungen innerhalb eines Jahres weit über 10.000 Liter Milch.
Bei der Verdauung der Nahrung entstehen im Pansen wie bei allen Wiederkäuern Fermentationsgase, die vom Tier „herausgerülpst“ werden, und die beim Hausrind neben Kohlenstoffdioxid einen besonders hohen Anteil von Methan enthalten, insbesondere bei Raufutter.
Methan ist nach Kohlenstoffdioxid das zweitwichtigste Treibhausgas der Erde. Methan hat ein etwa 28-mal so hohes Treibhauspotential wie Kohlenstoffdioxid und trägt massiv zur globalen Erwärmung bei.

## Karyotyp und Genom

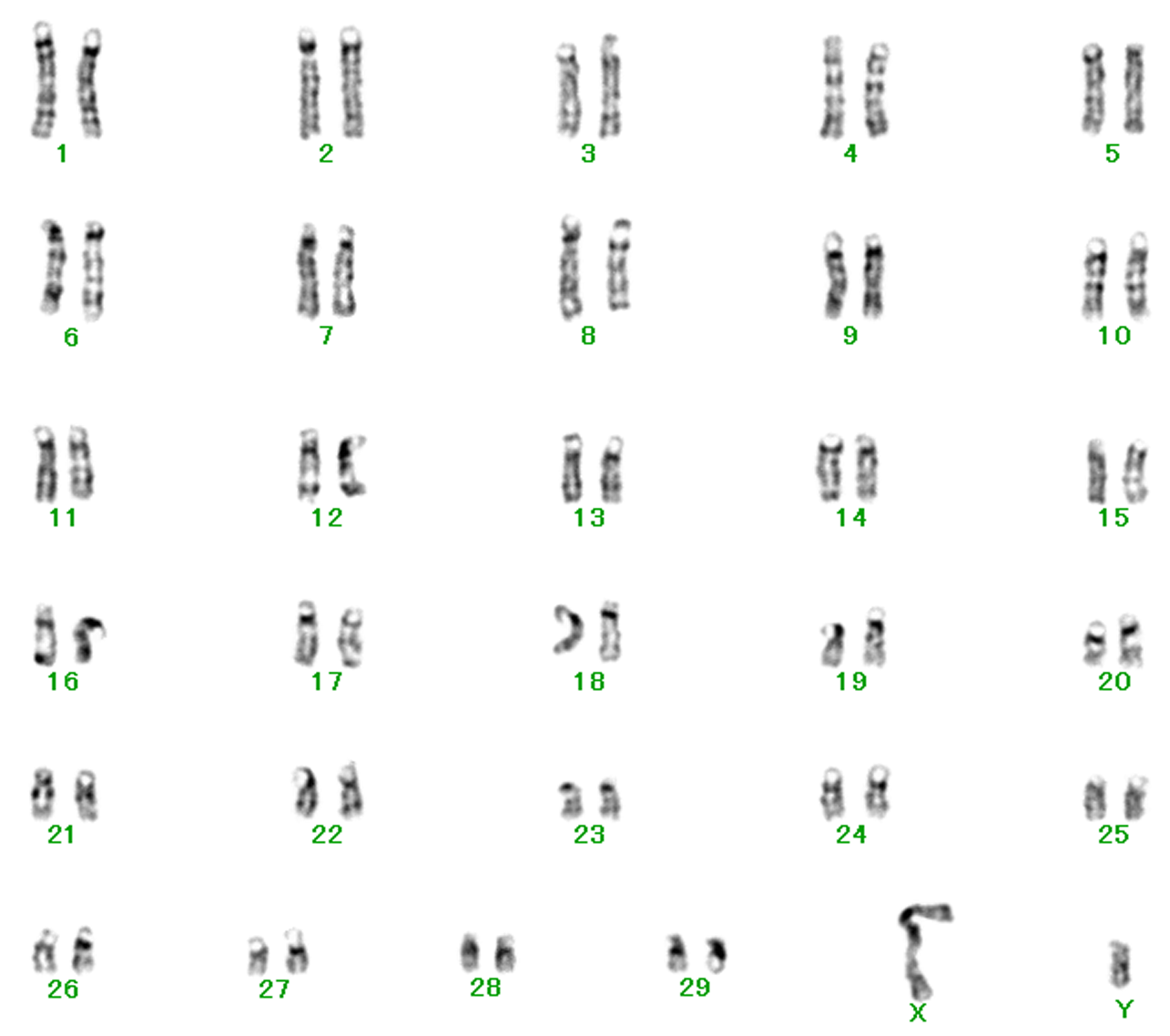
Karyotyp von Rindern

Im Zellkern sind die Gene von Rindern in zweimal 30 Chromosomen organisiert, und zwar in zweimal 29 Autosomen plus zwei Geschlechtschromosomen. Das Hausrind hat also insgesamt 60 Chromosomen. Im Jahr 2009 wurde das Rindergenom sequenziert. Das Genom besteht aus etwa 2.7 Gb und etwa 22 000 Genen.

## Rassen

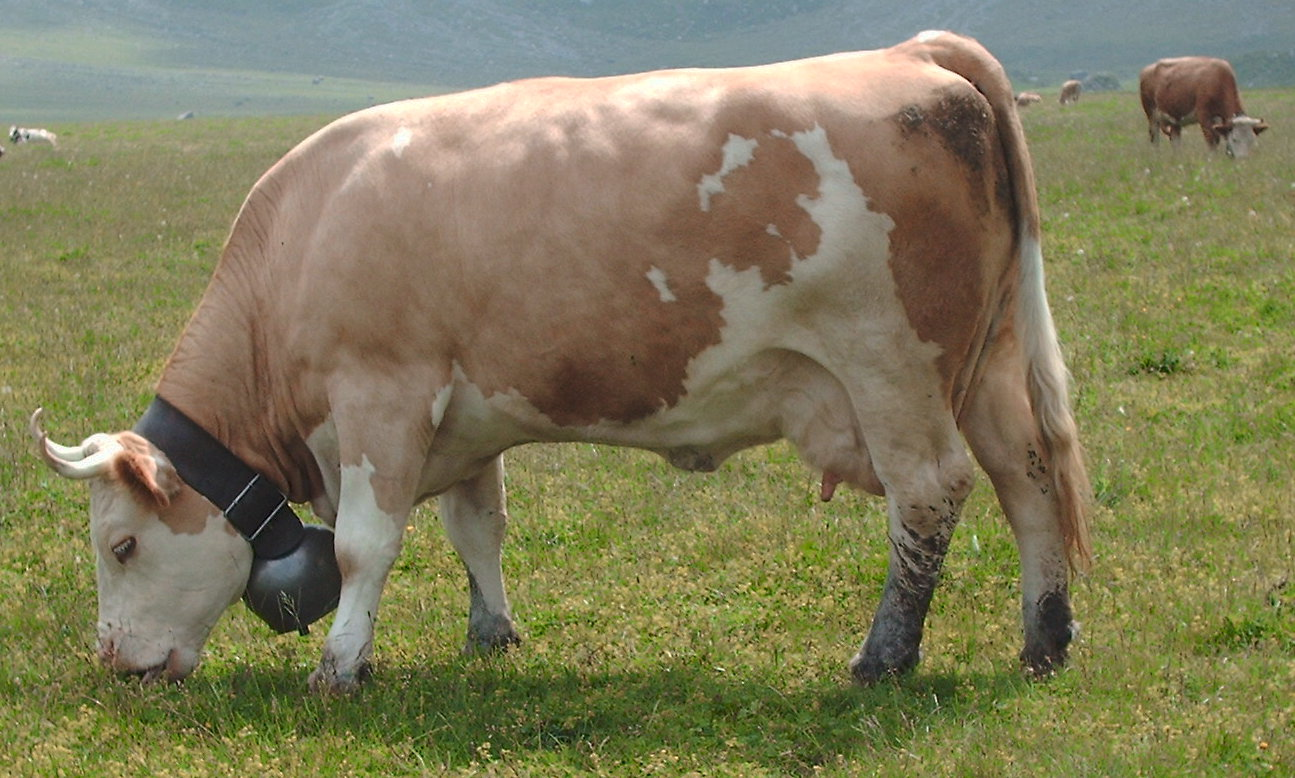
Simmentaler Fleckvieh als Beispiel eines taurinen Hausrindes

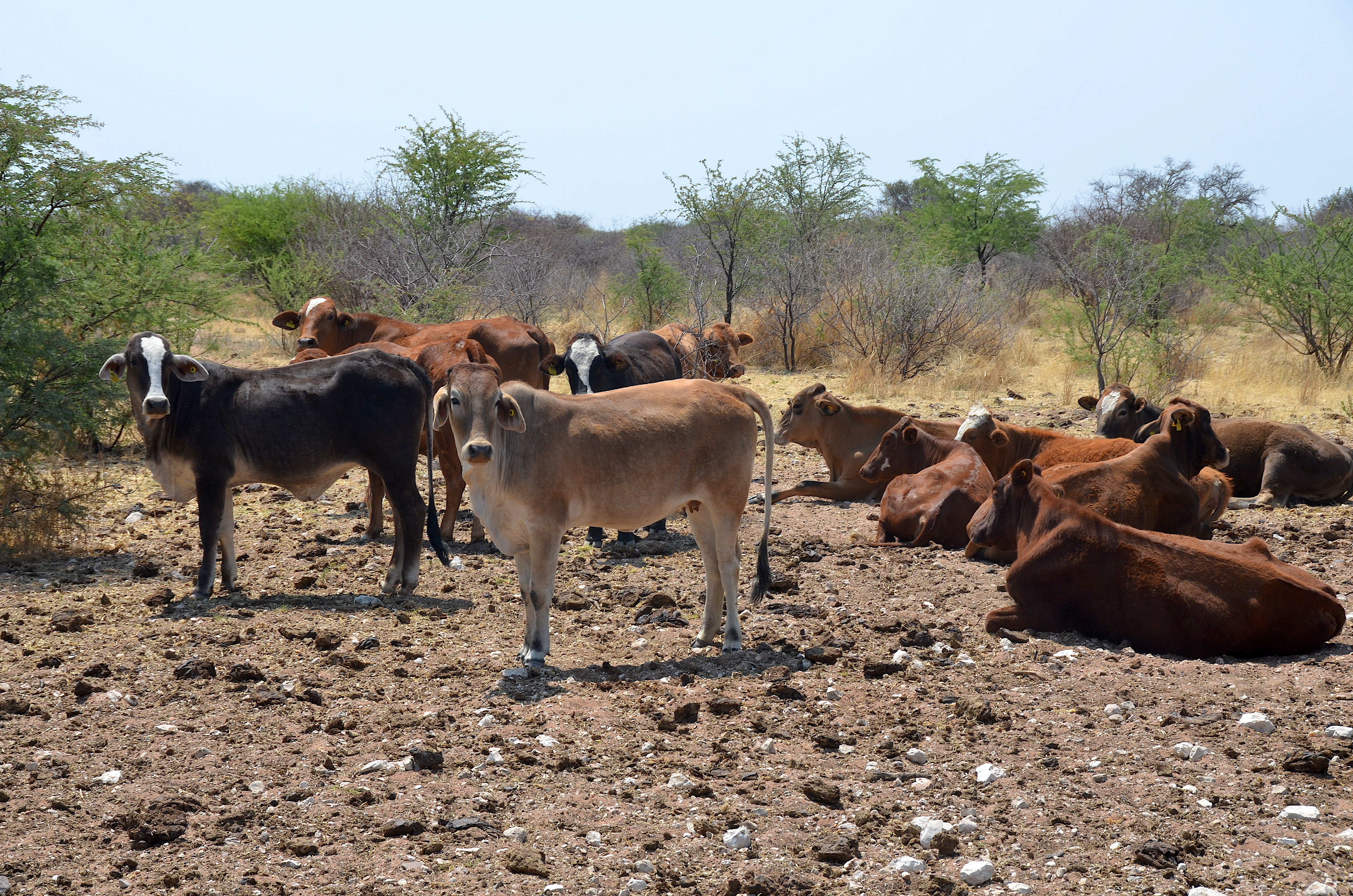
Kreuzungen verschiedener Rassen sind in Namibia sehr erfolgreich. Hier zwischen Brahmanen, Hereford, Simbra und Braunvieh

Grundsätzlich unterscheidet man zwei Grundtypen von Hausrindern. Dies sind zum einen die taurinen oder buckellosen Rinder und zum anderen die Zebus oder Buckelrinder. Zebus stammen von einer anderen Unterart des Auerochsen ab als taurine Rinder. Nach Auffassung mancher Experten könnte die Urform des Zebus eine eigene Art (Bos indicus) neben dem Auerochsen darstellen. Genetische Untersuchungen belegen, dass die heutigen Hausrinder nicht, wie lange geglaubt, einem Stamm angehören, sondern von zwei verschiedenen Linien abstammen. Beide Formen scheinen sich schon im wilden Zustand vor rund 600.000 Jahren getrennt zu haben.
Afrikanische Rinderrassen ähneln äußerlich entweder Indischen Zeburindern oder buckellosen Rindern. Ursprünglich wurden auf diesem Kontinent offenbar buckellose Rinder gezüchtet, während Tiere des Zebutyps erstmals vor rund 4000 Jahren eingeführt wurden und erst seit dem frühen Mittelalter (um 700 n. Chr.) im Zuge der Arabischen Invasion vermehrt auftraten. Eigenartigerweise zeigen sowohl die afrikanischen Buckelrinder als auch die afrikanischen buckellosen Rinder weit stärkere mitochondriale Übereinstimmung mit europäischen buckellosen Rassen als mit indischen Zeburindern. Das mitochondriale Genom wird ausschließlich maternal vererbt. Man nimmt daher an, dass männliche Zebus in die ursprünglichen afrikanischen Rassen eingekreuzt worden sind.

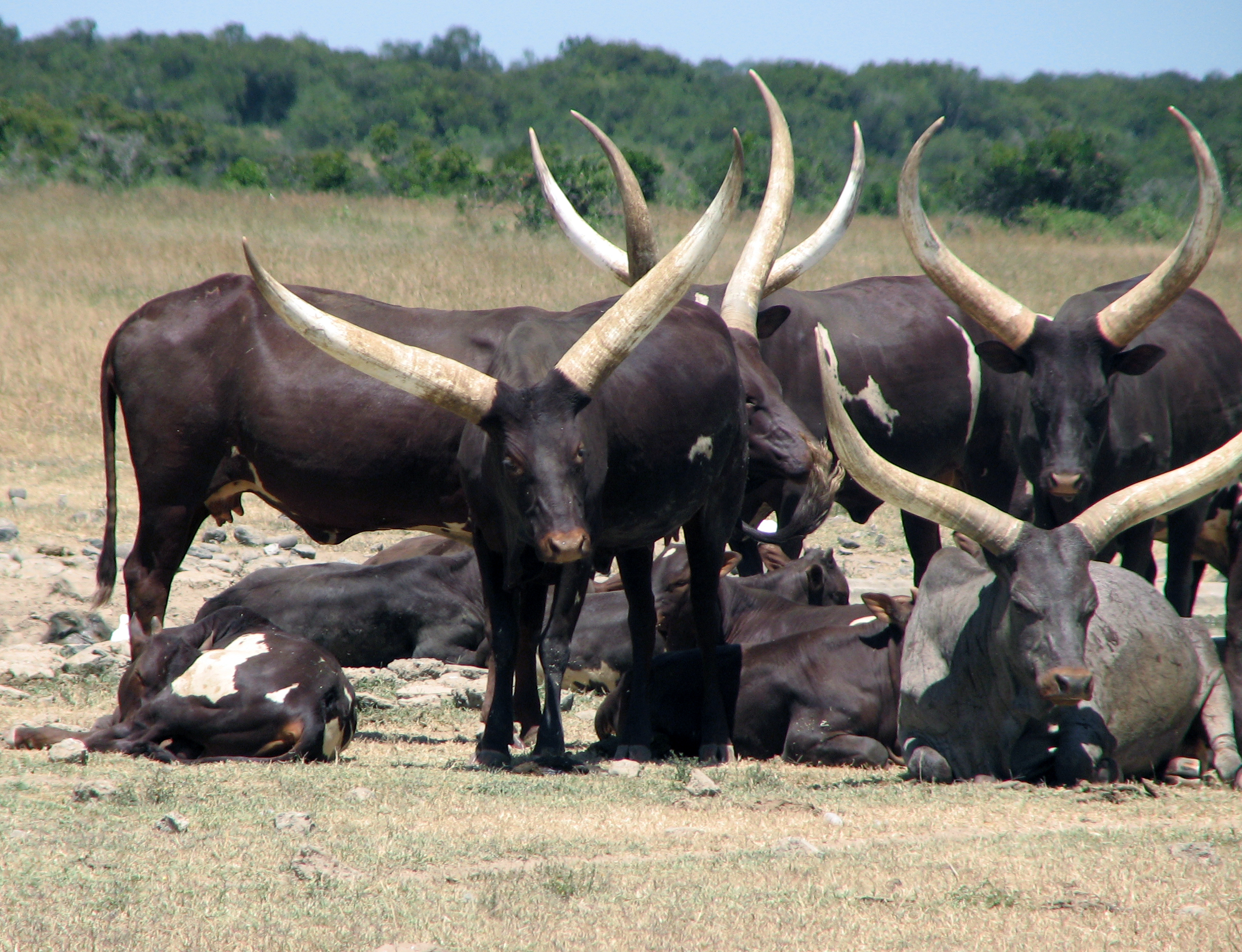
Watussirinder zählen zur Gruppe der Sanga-Rinder

Die buckellosen ursprünglichen Rassen Afrikas werden als Sanga-Rinder bezeichnet. Archäologische Funde deuten darauf hin, dass Sanga-Rinder auf ein Domestikationsereignis zurückgehen, das in Afrika stattfand. Demnach wäre der Afrikanische Auerochse unabhängig domestiziert worden.
Es gibt eine große Zahl von Rinderrassen, die für verschiedene Ansprüche gezüchtet werden.
Die für die Nutztierhaltung in Europa wichtigsten Rinderrassen sind:
- Milchrasse/Zweinutzungsrasse: Schwarzbunte/Rotbunte; Fleckvieh/Simmentaler; Braunvieh; Weissblaue Belgier; Gelbvieh; Angler; Jersey; Normande; Modicana; Valdostana.
- Fleischrassen: Angus, Blonde d’Aquitaine, Charolais, Chianina, Galloway, Hereford, Limousin, Marchigiana, Piemonteser.

Allerdings gehen gerade in der heutigen Zeit wegen der durch den wirtschaftlichen Druck verstärkten Massentierhaltung und Technisierung der Landwirtschaft viele Rassen verloren. Aus diesem Grund wird jedes Jahr in Deutschland durch die GEH eine gefährdete Nutztierrasse des Jahres gewählt, um auf diese Situation aufmerksam zu machen. Insbesondere von diesem Rückgang betroffen sind Rassen, die für spezielle Lebensräume oder als Zugtiere optimiert wurden (wie die Arouquesa). Zur Katalogisierung der Rinderrassen und Kennzeichnung im Rinderpass gibt es einen verbindlichen Rasseschlüssel.

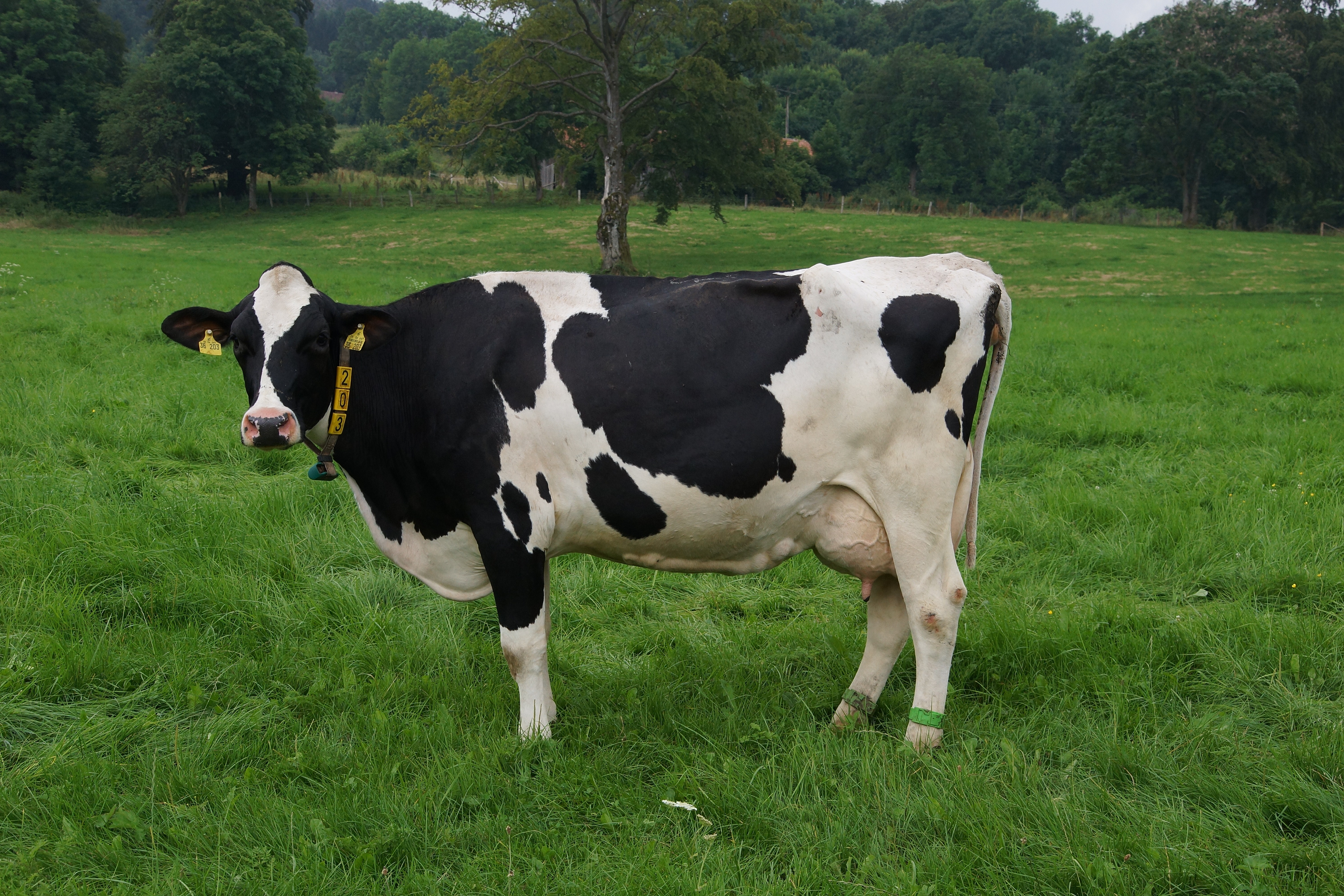
Eine schwarzbunte Kuh
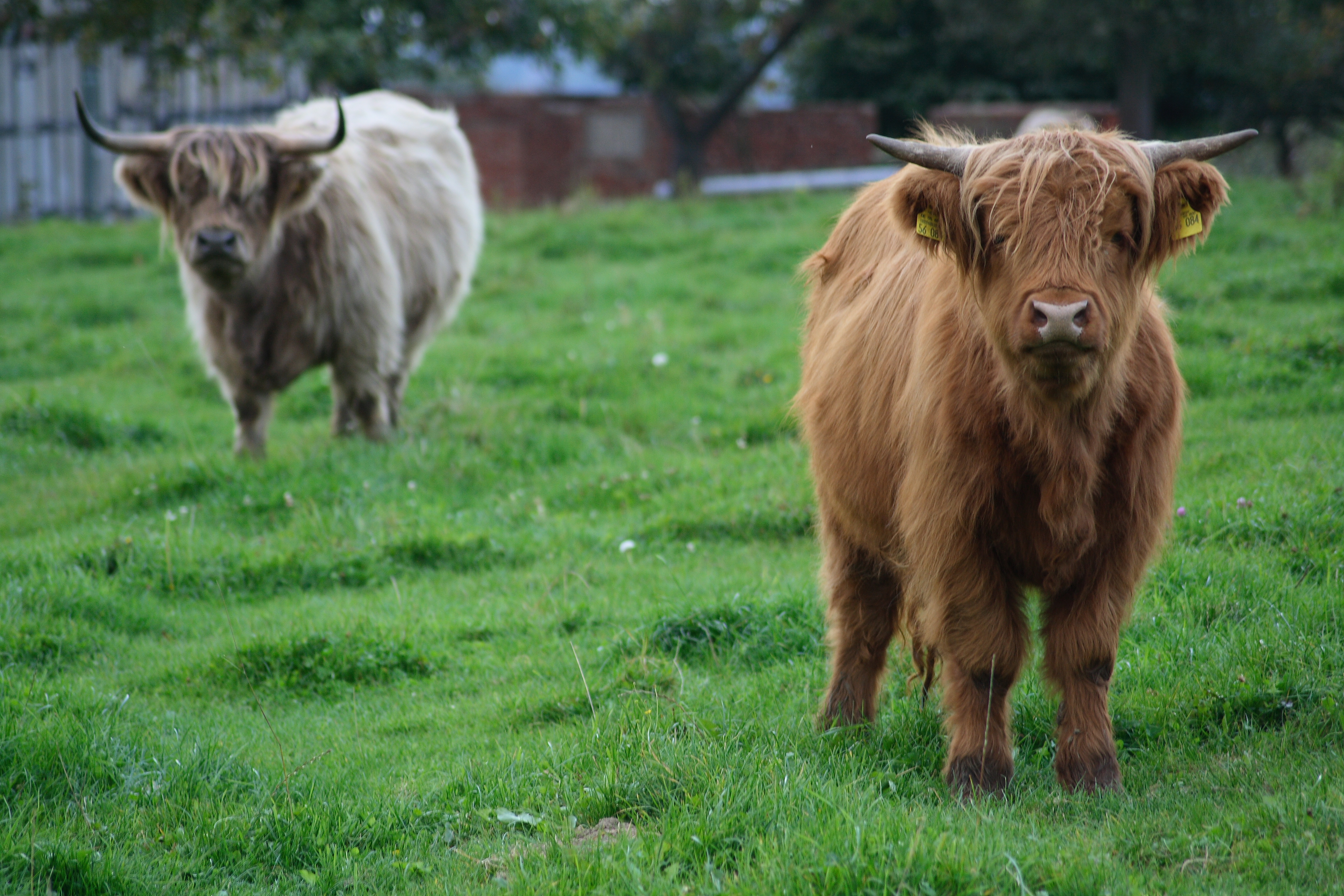
Hochlandrinder auf der Weide
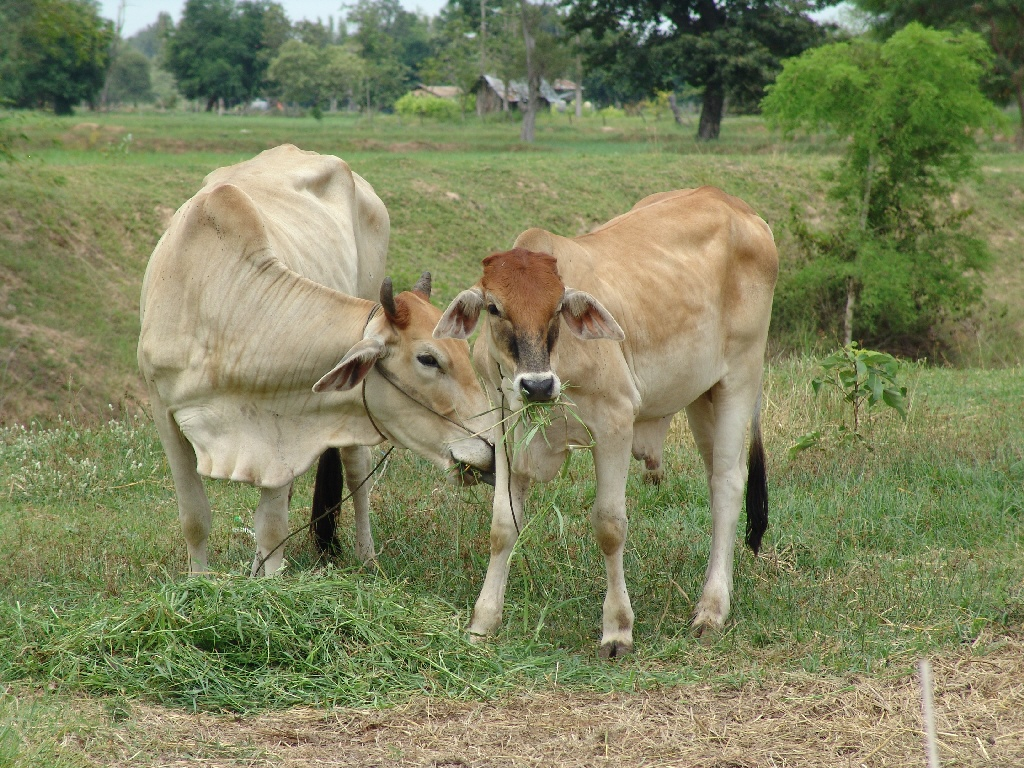
Hausrinder in Thailand: Kuh mit Kalb
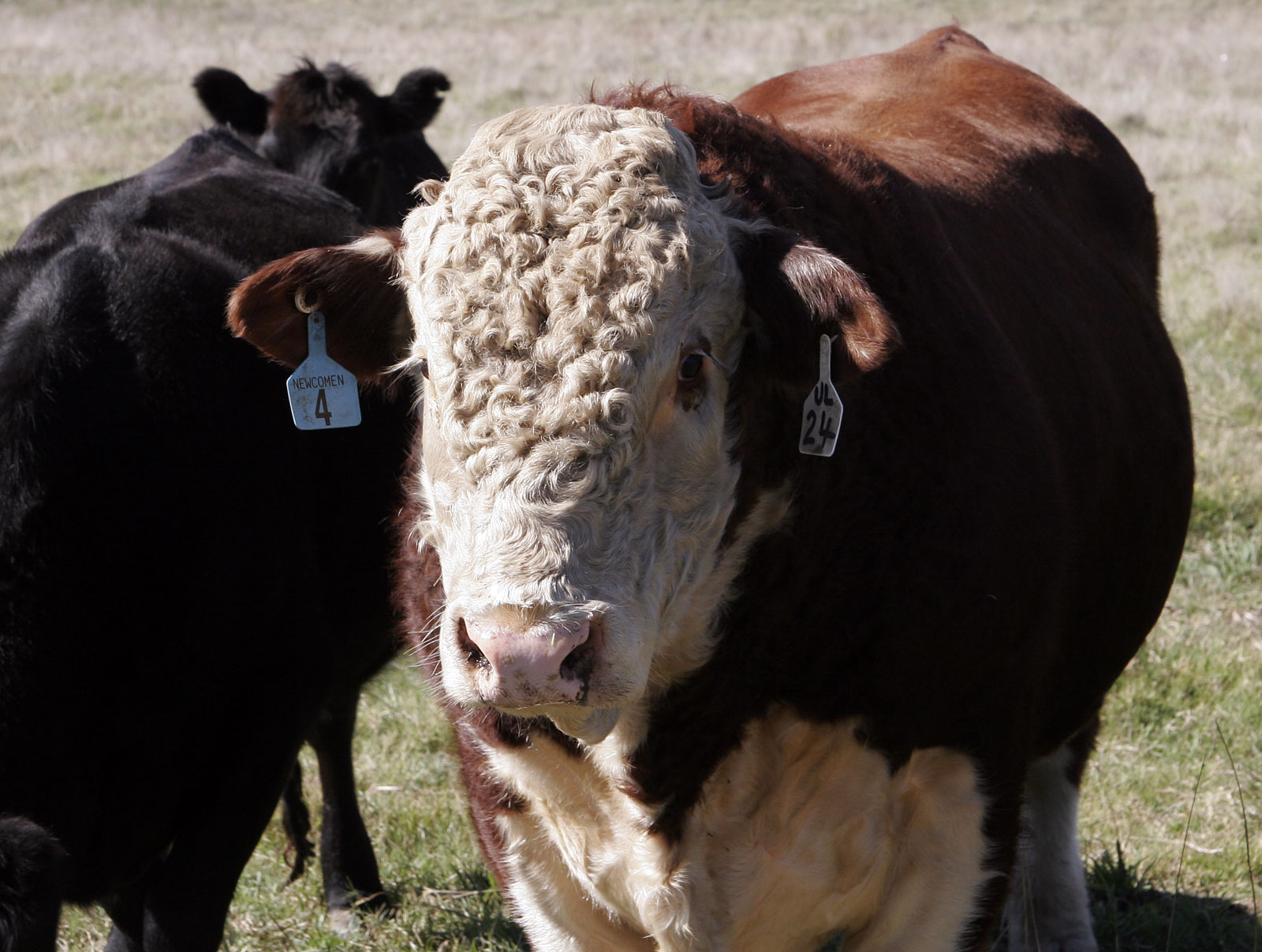
Herefordbulle, Australien
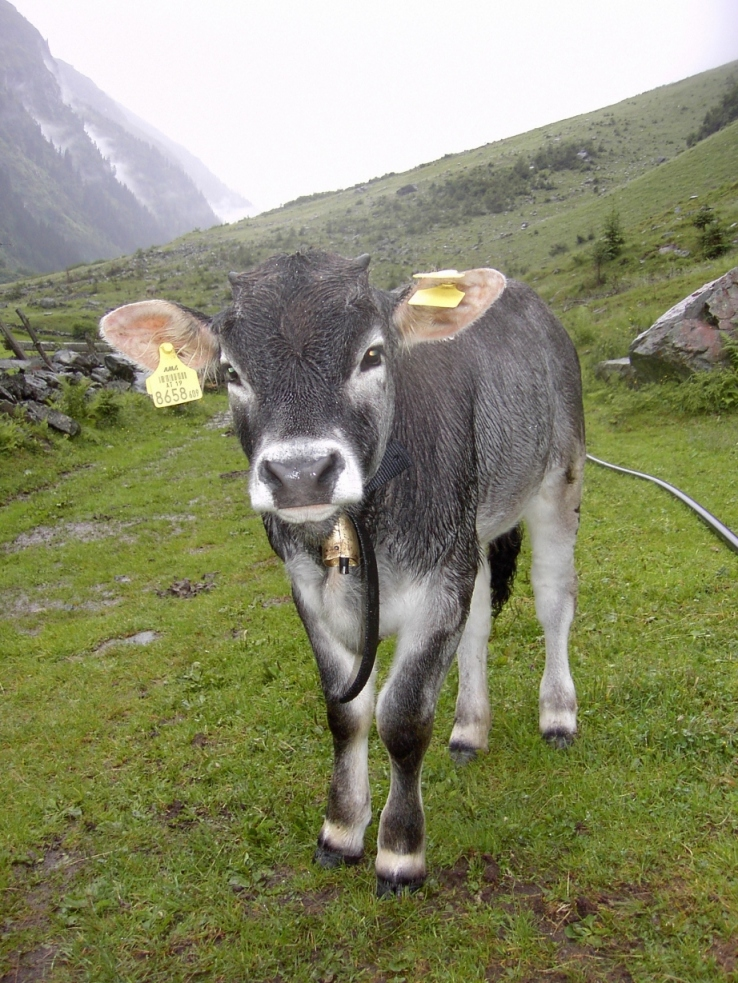
Grauviehkalb im Tiroler Pitztal
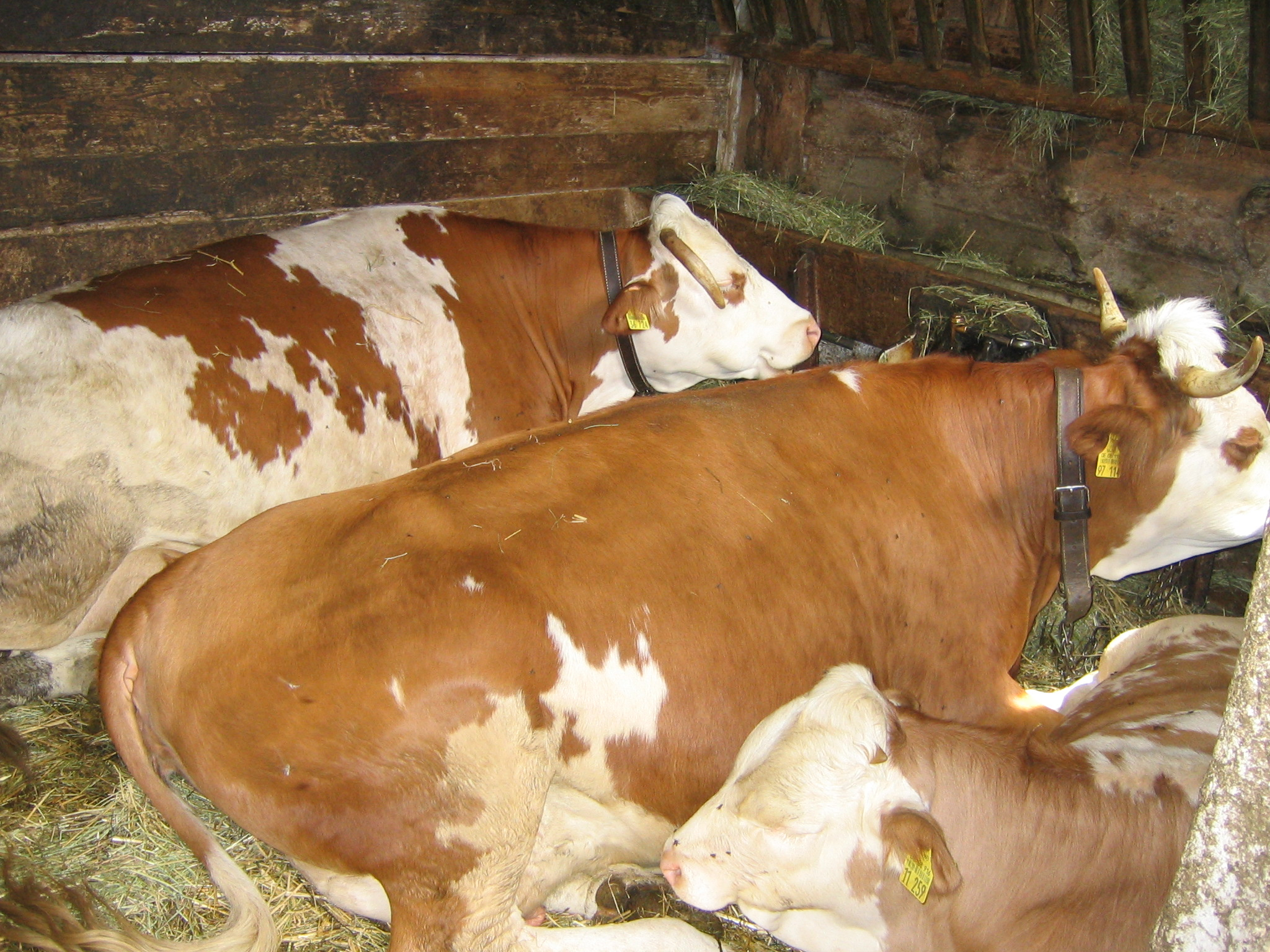
Vorderwälder-Rind

Der Żubroń ist eine Kreuzung aus Hausrind und Wisent. Der Beefalo ist eine Kreuzung aus Hausrind und Amerikanischem Bison. Beide sind weniger anspruchsvoll und krankheitsresistenter als Hausrinder. Ein Dzo (männlich) oder Zhom (weiblich) ist die Kreuzung zwischen Yak und Hausrind. Das Tier wird vor allem in der Landwirtschaft in Nepal eingesetzt.

## Krankheiten und Parasiten
Einige für die Nutztierhaltung wichtige Krankheiten des Rindes sind Infektionskrankheiten. Die wichtigsten bakteriell verursachten Krankheiten sind: Brucellose, Milzbrand, Paratuberkulose, Panaritium, Rauschbrand, Salmonellose und Tuberkulose. Die wichtigsten durch Viren hervorgerufenen Krankheiten sind: Bovines Herpesvirus IBR/IPV, Mucosal Disease/Virusdiarrhoe BVD, Maul- und Klauenseuche MKS.
Die häufigsten Stoffwechselerkrankungen sind Ketose, Hypokalzämie und Tetanie.
Die wichtigsten Parasiten sind: Lungenwürmer, Spulwürmer, Leberegel und Kokzidien.
Weitere Erkrankungen von Bedeutung sind: BSE, Fremdkörpererkrankung des Netzmagens, Pansentympanie, Labmagenverlagerung und Trichophytie der Haut.